# Aroldo II d'Inghilterra
Harold Godwinson (in antico inglese Harold Godƿinson, a volte italianizzato come Aroldo Godwinson; Wessex, 1022 circa – Hastings, 14 ottobre 1066) fu re d'Inghilterra nel 1066 come Aroldo II, ultimo sovrano inglese di stirpe anglosassone.
Era figlio del potente conte Godwin del Wessex, uno dei più importanti signori anglosassoni dell'Inghilterra pre-normanna dato il suo titolo. Per molti anni ricoprì il ruolo di consigliere di re Edoardo il Confessore e si affermò tra i principali comandanti militari delle isole britanniche, difendendole dagli attacchi vichinghi e gallesi. Nel 1064 effettuò un viaggio in Normandia per motivi non ben chiari, legandosi al duca normanno Guglielmo II. Nel 1066, quando Edoardo il Confessore morì senza aver designato in maniera chiara un erede, Harold riuscì nell'intento di imporsi al potere, ma la sua autorità venne contestata da due sovrani stranieri, il re di Norvegia Harald III e il duca di Normandia Guglielmo. L'Inghilterra dovette quindi subire due invasioni consecutive nello stesso 1066: la prima, condotta dai norvegesi di Harald III, venne respinta in occasione della battaglia di Stamford Bridge, mentre la seconda, culminata nella battaglia di Hastings, vide la morte di Aroldo e il trionfo dei normanni, che con l'ascesa a re di Guglielmo (da allora detto il Conquistatore) dominarono per i secoli successivi l'Inghilterra.
La sconfitta e la morte di Aroldo furono determinanti per la storia dell'Inghilterra, segnando l'ascesa della dinastia normanna e il declino della civiltà anglosassone, che venne da allora lentamente assimilata da quella franco-normanna, dando nei secoli successivi vita alla cultura inglese come è oggi conosciuta. La figura di Aroldo e la sua tragica morte hanno ispirato numerose opere nel mondo dell'arte, segnatamente il coevo arazzo di Bayeux.

## Biografia
Molte delle informazioni pervenuteci su Aroldo, soprattutto quelle relative al suo regno, sono parziali oppure alterate. I cronisti successivi, quasi tutti al servizio della corte normanna, avevano infatti interesse a dipingere l'ultimo re anglosassone come una figura negativa, influenzando quindi la trasmissione e la percezione della verità storica. Per secoli la biografia "filtrata" di Aroldo è stata accettata acriticamente, spesso con la complicità della Chiesa (la quale gli era nemica); la mancanza di cronache imparziali ha portato gli storici successivi a rivisitare o comunque a soppesare attentamente i fatti fino ad allora noti.

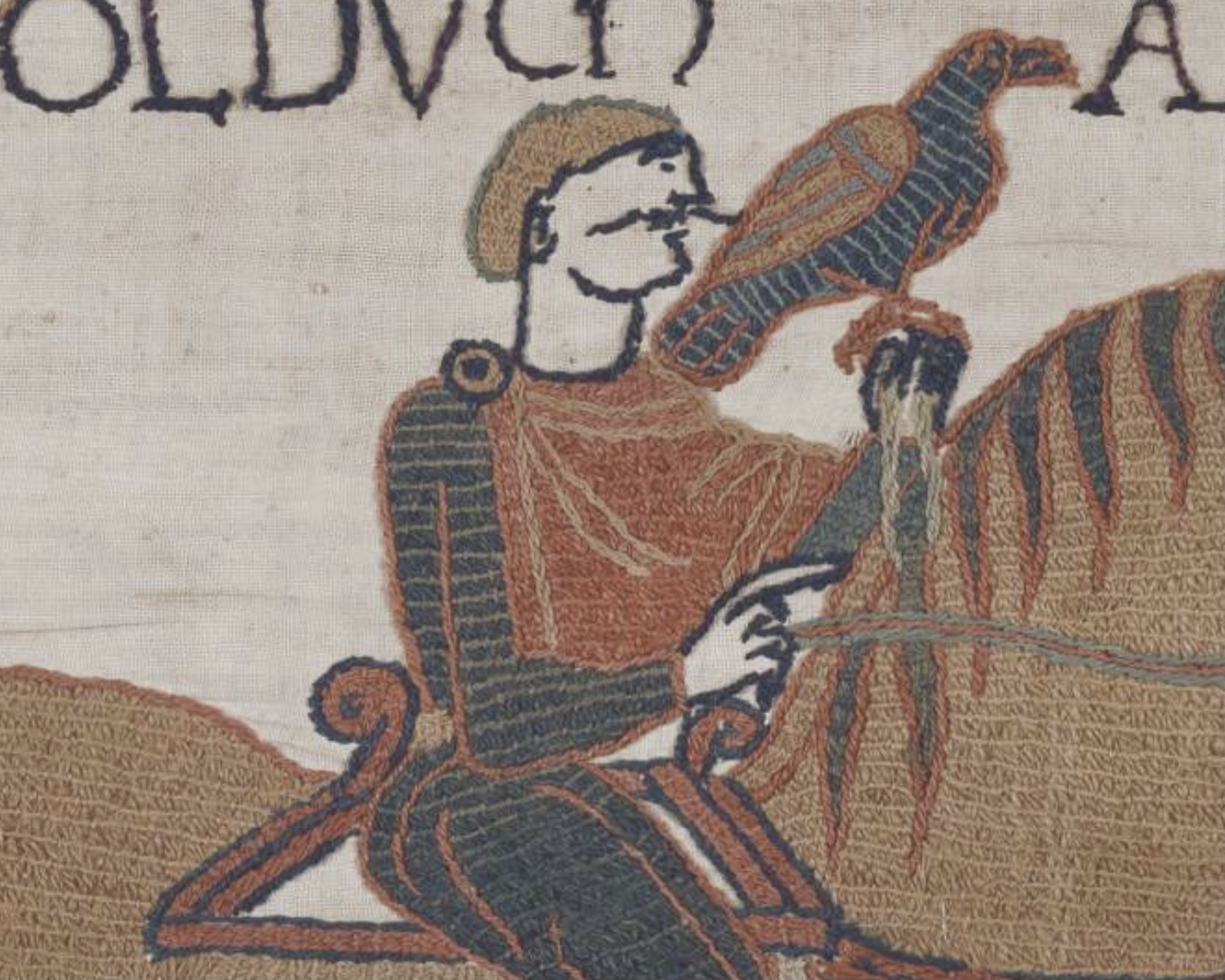
Aroldo durante una caccia col falcone (arazzo di Bayeux)

### Origini familiari
Aroldo nacque attorno al 1022 dal conte Godwin del Wessex e da sua moglie Gytha Thorkelsdaettir. Mentre il padre era un influente nobile anglosassone divenuto potente all'epoca di Canuto I d'Inghilterra, di cui era stato il più fidato collaboratore, la madre era la sorella dello jarl danese Ulf Thorgilsson, padre di re Sweyn II di Danimarca e probabilmente mentore dello stesso Godwin. Anche grazie al maggior prestigio della famiglia materna (le origini familiari del conte Godwin sono oscure e le genealogie non riescono a risalire oltre suo padre Wulfnoth Cild), Aroldo crebbe assimilando la cultura anglo-danese. Oltre ad Aroldo, loro secondogenito, Godwin e Gytha ebbero diversi altri figli, fra cui Edith (che divenne regina consorte di Edoardo il Confessore), Tostig, Gyrth, Leofwine e Wulfnoth.
Dell'infanzia e della giovinezza di Aroldo non si sa praticamente nulla. Il padre Godwin, nell'ottica di espandere il potere e l'influenza della famiglia, con tutta probabilità lo educò al comando, sperando che il figlio avrebbe col tempo ottenuto il controllo di una contea. Il favoritismo di Godwin verso Aroldo era dettato in parte anche dalla problematicità del primo figlio, Sweyn Godwinson: probabilmente affetto da manie, si convinse di essere un figlio illegittimo di Canuto I d'Inghilterra ed entrò per questo in forte contrasto col resto della famiglia.

### Verso il potere

#### Conflitto con Edoardo il Confessore
In quegli anni era re d'Inghilterra Edoardo, detto il Confessore, sovrano tanto devoto quanto politicamente debole (nonostante in quegli anni l'economia inglese prosperasse), tanto che alcuni autori moderni (primo fra tutti Gilbert Chesterton) ritengono fosse malato di mente. Il conte Godwin, tentando di avvicinarsi ad Edoardo per influenzarlo, riuscì ad organizzare l'unione tra lui e sua figlia Edith. Il matrimonio reale della sorella, benché puramente politico e infelice, procurò ad Aroldo nel 1045 il titolo di conte dell'Anglia Orientale. Nello stesso anno la confisca dei possedimenti e delle ricchezze della regina vedova Emma di Normandia, madre di Edoardo, garantì l'ascesa al potere della famiglia di Aroldo. I conti di Wessex erano tra i gruppi familiari più ricchi d'Inghilterra, probabilmente più del monarca stesso, tanto che Godwin poté regalare a re Edoardo una nave preziosamente decorata e completa di equipaggio. I cronisti normanni descrivono disaccordi tra Edoardo e la famiglia di Godwin già in quegli anni, ma tali assunzioni non sono più considerate credibili dagli storici.

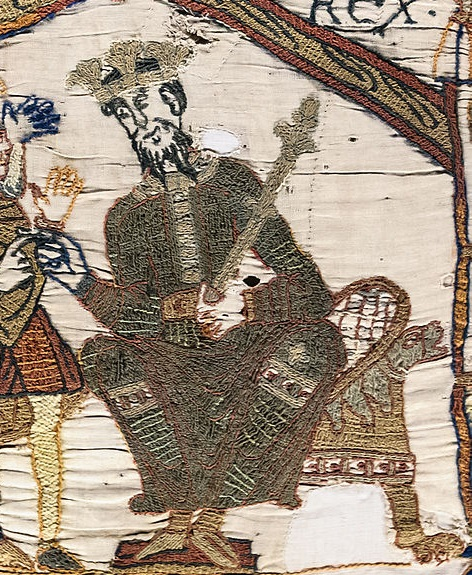
Re Edoardo il Confessore seduto in trono (arazzo di Bayeux)

Per un breve periodo Aroldo comandò la flotta dell'Anglia Orientale, pattugliando le coste inglesi per respingere le frequenti incursioni dei vichinghi e agendo come luogotenente del re nella regione. In questo periodo sposò more danico ("all'uso danese", una forma di matrimonio non riconosciuta dalla Chiesa) la nobildonna locale Edith la Bella, che rimase al suo fianco per il resto della vita. Favorì inoltre l'espulsione degli abitanti danesi ordinata da Edoardo il Confessore, spesso impossessandosi personalmente delle loro terre.
A partire dal 1046, tuttavia, la sua famiglia entrò in contrasto col sovrano. Il fratello Sweyn, conte di Hereford, conduceva infatti una politica fortemente autonoma e si era intromesso nelle guerre interne del Galles; di ritorno da uno di questi scontri, aveva sedotto e rapito la badessa di Leominster, incorrendo così nelle ire del pio Edoardo. Nel 1047 ci fu quindi un primo confronto tra le truppe leali al sovrano e quelle del Wessex, ma dovette trattarsi di uno scontro minore e inconcludente dato che non sono note significative conseguenze per nessuna delle due fazioni. Sweyn venne infine esiliato, circostanza che permise ad Aroldo e a suo cugino Beorn Estrithson di dividersene i possedimenti. Tornata la pace col re, il conte d'Anglia riprese il comando della flotta inglese e contrastò i pirati provenienti dall'Europa continentale, minacciando a sua volta di condurre razzie nelle Fiandre. Nello stesso periodo Sweyn tornò dall'esilio e uccise per vendetta il cugino Beorn; Aroldo ne recuperò il corpo straziato per seppellirlo degnamente, impressionando favorevolmente Edoardo.
Suo padre Godwin ebbe nel 1051 un nuovo violento scontro col genero Edoardo, irritato dall'apparente sterilità della moglie Edith, prima opponendosi alla decisione del re di sciogliere la flotta anglosassone e poi rifiutandosi di obbedire all'ordine di punire gli abitanti di Dover, rivoltatisi all'arrivo del prepotente nobile normanno Eustachio II di Boulogne, cognato del sovrano inglese, che aveva causato disordini in città venendone quindi cacciato. Edoardo, al fine di evitare tensioni con i signori normanni oltre la Manica e istigato dall'arcivescovo di Canterbury Robert di Jumièges di origine normanna, reagì esiliando Godwin, che dopo un primo tentativo di resistenza armata nel Gloucestershire, dovette lasciare il paese nel settembre del 1051 assieme alla famiglia, fuggendo nelle Fiandre.
Aroldo e suo fratello Leofwine invece scapparono a Dublino, dove si allearono coi locali signori irlandesi e reclutarono un esercito per sbarcare in Inghilterra. Nel 1052 quindi re Edoardo, minacciato dall'armata di Aroldo, fu costretto a revocare i provvedimenti contro la sua famiglia, che poté quindi rientrare in possesso di tutti i suoi beni. Il conte d'Anglia fece comunque del suo meglio per non risultare eccessivamente ostile nei confronti del sovrano, mostrandosi fin da subito aperto a una riconciliazione, anche perché Edoardo aveva un disperato bisogno di uomini per respingere le incursioni del capo gallese Gruffydd ap Llywelyn, che di lì a poco si sarebbe proclamato re del Galles. Aroldo accorse quindi a difesa delle frontiere inglesi occidentali, respingendo i gallesi e mettendo in sicurezza il confine.

#### Consolidamento del potere
Da allora Aroldo Godwinson divenne il vero dominatore della politica inglese, controllando il witan (l'assemblea dei nobili anglosassoni) e diventando il principale consigliere dello stesso Edoardo. Dai rendiconti comitali dell'epoca a noi pervenuti si desume che durante questo periodo effettuò un pellegrinaggio a Roma (ma è incerto con precisione quando), che garantì l'educazione dei figli (perlomeno di Gunilde è nota l'educazione ricevuta presso l'abbazia di Wilton) e che spese enormi somme in beni di lusso e attività ricreative, come la caccia col falcone e la lettura.
Nel 1053, poco dopo essere tornato nelle grazie di Edoardo, Godwin morì: Aroldo gli succedette come conte di Wessex, la figura più importante subito dopo il re, stabilendo il centro del proprio potere nel Sussex, che costituiva larga parte dell'eredità paterna. Come gesto di buona volontà verso il re, rinunciò alla contea dell'Anglia Orientale restituendola alla Corona. Nel 1058 ricevette anche il titolo di conte di Hereford, già del fratello Sweyn Godwinson, morto durante l'esilio impostogli da Edoardo, acquisendolo dopo la morte del nipote del re e supposto erede al trono Ralf di Mantes. Forte dei nuovi titoli, prese quindi il posto del padre quale catalizzatore del malcontento derivante dalla crescente influenza normanna sulla corte anglosassone, nata dal lunghissimo esilio di Edoardo in Normandia al tempo della dominazione danese.
Aroldo conquistò definitivamente la gloria in una serie di campagne contro il Galles, combattendo fra il 1062 e il 1063 contro re Gruffydd ap Llywelyn. Il conflitto si concluse con la morte di Gruffydd e una notevole espansione anglosassone verso ovest. Ciononostante, il Galles non poté essere conquistato del tutto a causa di contemporanee incursioni vichinghe che tennero impegnate parte delle truppe anglosassoni. Al ritorno dalla guerra in Galles fu colpito da un'improvvisa paralisi le cui cause sono sconosciute, ma dopo breve tempo riuscì a riprendersi; attribuendo la guarigione alle numerose preghiere recitate, si convinse di godere della protezione divina.

#### Soggiorno in Normandia

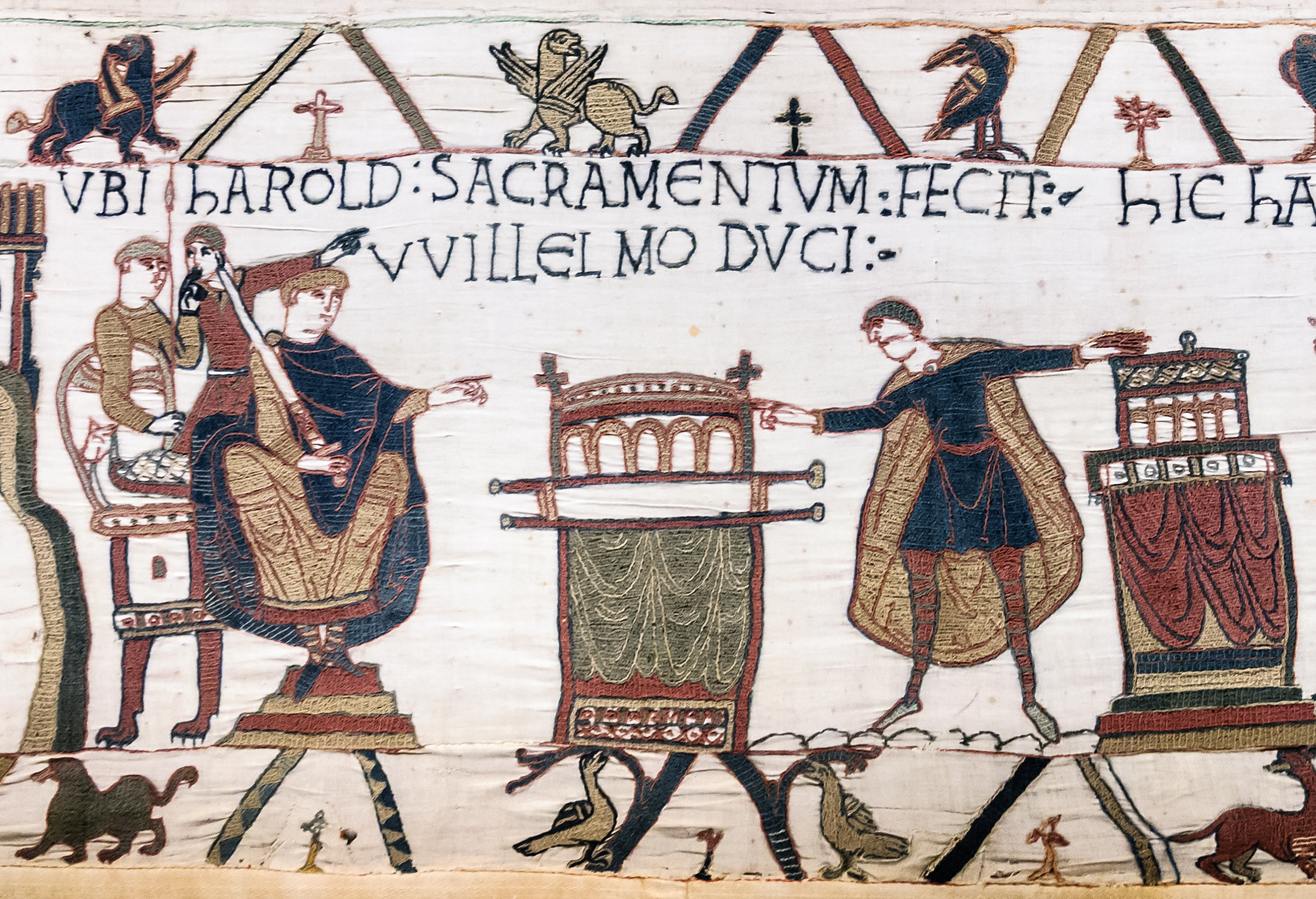
Aroldo giura fedeltà a Guglielmo II di Normandia (arazzo di Bayeux)

Nel 1064 Aroldo, durante un viaggio in mare, naufragò sulle coste francesi del Ponthieu. I motivi di questo viaggio non risultano chiari e sono stati oggetto di molte speculazioni. Alcune cronache offrono l'interpretazione che Aroldo fosse partito di sua spontanea iniziativa dal villaggio di Bosham, suo principale dominio, forse per una battuta di caccia o pesca, e che una tempesta lo avesse spinto dall'altra parte del Canale della Manica. L'arazzo di Bayeux non riesce a chiarire tale episodio, limitandosi a raffigurare la partenza di Aroldo e il suo naufragio dopo un colloquio con re Edoardo, senza fornire dettagli chiarificatori. Altri, come in seguito il duca normanno e i cronisti affini quali Guglielmo di Poitiers, sostennero che Edoardo avesse mandato Aroldo, il più potente e ricco fra i suoi sudditi, alla corte normanna per comunicare la nomina di Guglielmo ad erede inglese (il duca era pronipote di Emma di Normandia, madre di Edoardo) e agire come suo anfitrione nella politica anglosassone. In realtà gli storici moderni dubitano che Edoardo avesse mai nominato o addirittura pensato di nominare Guglielmo proprio erede, considerando che la politica seguita dal re anglosassone non fornì mai indizi di un tale proposito, e questa versione dei fatti come un tentativo di legittimare le pretese normanne. Di certo il duca aveva già delle ambizioni sulla corona inglese, probabilmente istigato a suo tempo dall'esule arcivescovo di Canterbury Robert di Jumièges, nemico dei conti di Wessex. Taluni ritengono piuttosto che l'erede designato fosse stato sin dal principio Aroldo, poiché già capo militare capace e riconosciuto. Infine, altri suppongono che Aroldo si fosse recato in Normandia per consegnare il fratello Wulfnoth come ostaggio a garanzia delle promesse di Edoardo (cosa che parrebbe confermata nell'arazzo di Bayeux dalla presenza alla corte normanna di un personaggio anglosassone diverso dal conte di Wessex).

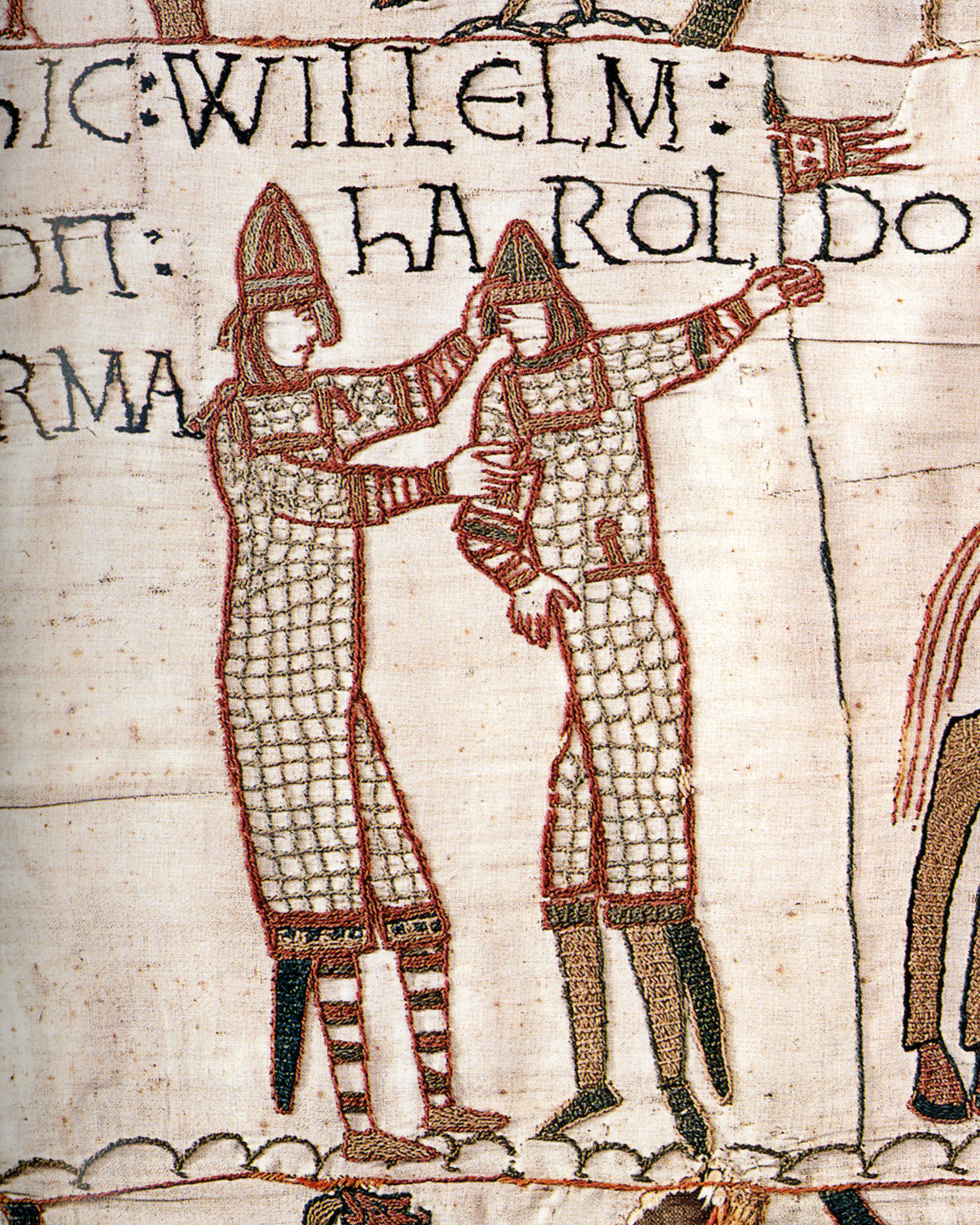
Guglielmo crea Aroldo cavaliere (arazzo di Bayeux)

In ogni caso Aroldo, una volta salvato dal mare, venne catturato dal conte Guido I di Ponthieu e portato come ostaggio al castello di Beaurainville. Venne poco dopo liberato da Guglielmo, che ordinò al conte di consegnarlo affinché fosse posto sotto la propria custodia; i due nobili normanni arrivarono quasi allo scontro, ma infine Guido cedette e consegnò l'inglese all'avversario. Aroldo fu quindi ospite (o meglio prigioniero) del duca di Normandia per un certo periodo, accettandone di fatto l'autorità su di sé. Guglielmo in seguito sostenne che Aroldo gli avesse giurato fedeltà su delle reliquie e, malgrado non vi siano riscontri certi di questo fatto, all'epoca nessuno dubitò della sua parola; la scena è rappresentata anche nell'arazzo di Bayeux e, secondo alcuni storici, Aroldo avrebbe giurato sulle reliquie dei santi Rasifo e Ravenno; sui due santi le informazioni sono pressoché inesistenti ma il loro culto era attestato a Bayeux nell'XI secolo e per cui il vescovo Oddone di Bayeux, committente dell'arazzo, aveva fatto realizzare una teca. Per rafforzare questo legame Guglielmo creò inoltre Aroldo cavaliere, e la tradizionale cerimonia di consegna delle armi costituì di fatto un giuramento di fedeltà vassallatica, in quanto il duca lo investì di tutti i beni e del principato che Aroldo già deteneva. Pare inoltre che Aroldo accompagnò Guglielmo a combattere Conan II di Bretagna, inseguendolo da Dol-de-Bretagne a Dinan, dove questi alla fine si arrese; i dettagli della spedizione appaiono comunque fumosi e vengono narrati essenzialmente dall'arazzo di Bayeux, i cui autori intendevano evidenziare il rapporto di subordinazione di Aroldo verso Guglielmo. Snorri Sturluson riporta infine nella sua opera Heimskringla che la duchessa di Normandia Matilde di Fiandra riuscì ad organizzare il fidanzamento tra Aroldo e una delle sue figlie, senza però specificare quale.

#### Conflitto con Tostig

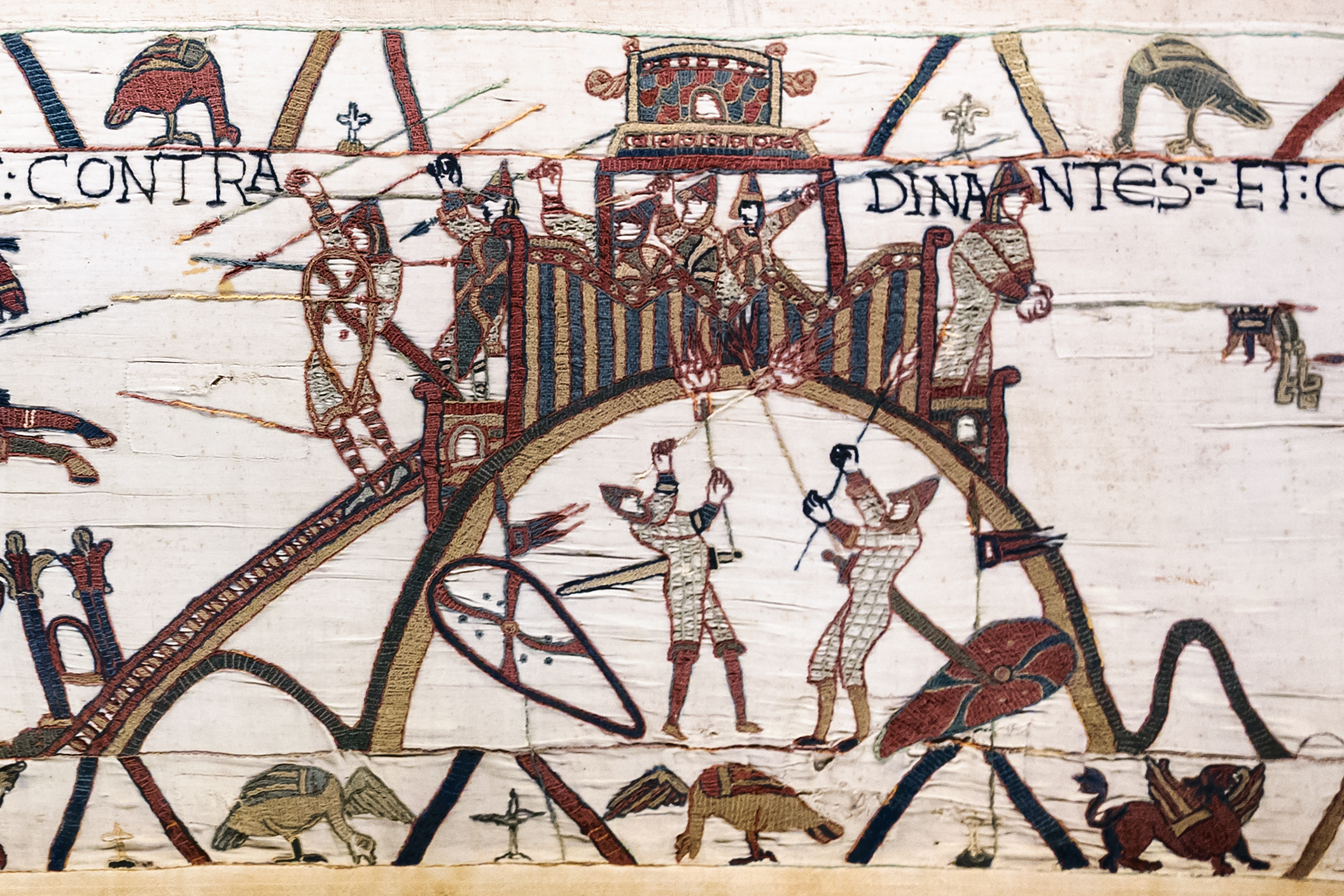
La resa di Conan II di Bretagna a Dinan (arazzo di Bayeux)

Nel 1065 Aroldo, rientrato in Inghilterra, riprese le armi per condurre una nuova spedizione in Galles, stavolta per punire i responsabili dell'attacco patito da alcuni mercanti a Newport. Dopo aver messo a ferro e fuoco la regione di Glamorgan, tentò altresì di prendere possesso della zona costruendovi una residenza, ma i suoi operai vennero attaccati e uccisi e i restanti anglosassoni cacciati.
Aroldo non poté vendicarsi dei gallesi perché subito inviato a nord dal re per sedare la ribellione della Northumbria, rivoltatasi contro il malgoverno e la tirannia di suo fratello Tostig Godwinson. Tuttavia, anziché combattere i rivoltosi egli si schierò al loro fianco, alleandosi coi capi ribelli Morcar ed Edwin e riconoscendo il primo come nuovo conte di Northumbria. La mossa di Aroldo, a prima vista una mera macchinazione politica per trovare nuovi alleati, era in realtà in parte dettata dal rischio di una prossima invasione proveniente dal vicino regno di Scozia, il cui nuovo sovrano Malcolm III desiderava espandersi verso sud ai danni degli anglosassoni. Conscio del pericolo di lasciare la zona senza una chiara figura di riferimento, il conte preferì riconoscere l'autorità del ribelle Morcar a scapito di quella del suo stesso fratello, e quindi della sua famiglia.
Tostig, fino ad allora il più stretto alleato di Aroldo, lo ritenne reo di aver compiuto un vero e proprio tradimento e divenne suo nemico giurato, accusandolo di aver istigato la rivolta contro di lui e obbligandolo a discolparsi con un solenne giuramento (che però la Vita Ædwardi Regis implica fatto in malafede). Ansioso di vendicarsi dell'affronto fattogli dal fratello e da Edoardo il Confessore, che non aveva reagito alle azioni di Aroldo di fatto avallandole, Tostig partecipò alla fine del 1065 a un banchetto organizzato dallo stesso Aroldo, uccidendo uno dei suoi servitori e ordinando di cucinarlo e servirlo ai convitati. Adirato per il sacrilegio, Edoardo esiliò ancora Tostig nelle Fiandre; l'ex conte di Northumbria, tuttavia, non aveva intenzione di rinunciare alla propria vendetta e offrì quindi il proprio sostegno ad Harald III di Norvegia, che già aveva intenzione di reclamare la corona inglese alla morte di Edoardo. La rivalità tra Tostig e Aroldo ebbe gravi conseguenze per il popolo anglosassone, poiché lo divise nel momento di maggior debolezza, esponendolo maggiormente agli attacchi dei norvegesi (sostenuti dallo stesso Tostig) e dei normanni.

### Regno

#### Ascesa al trono

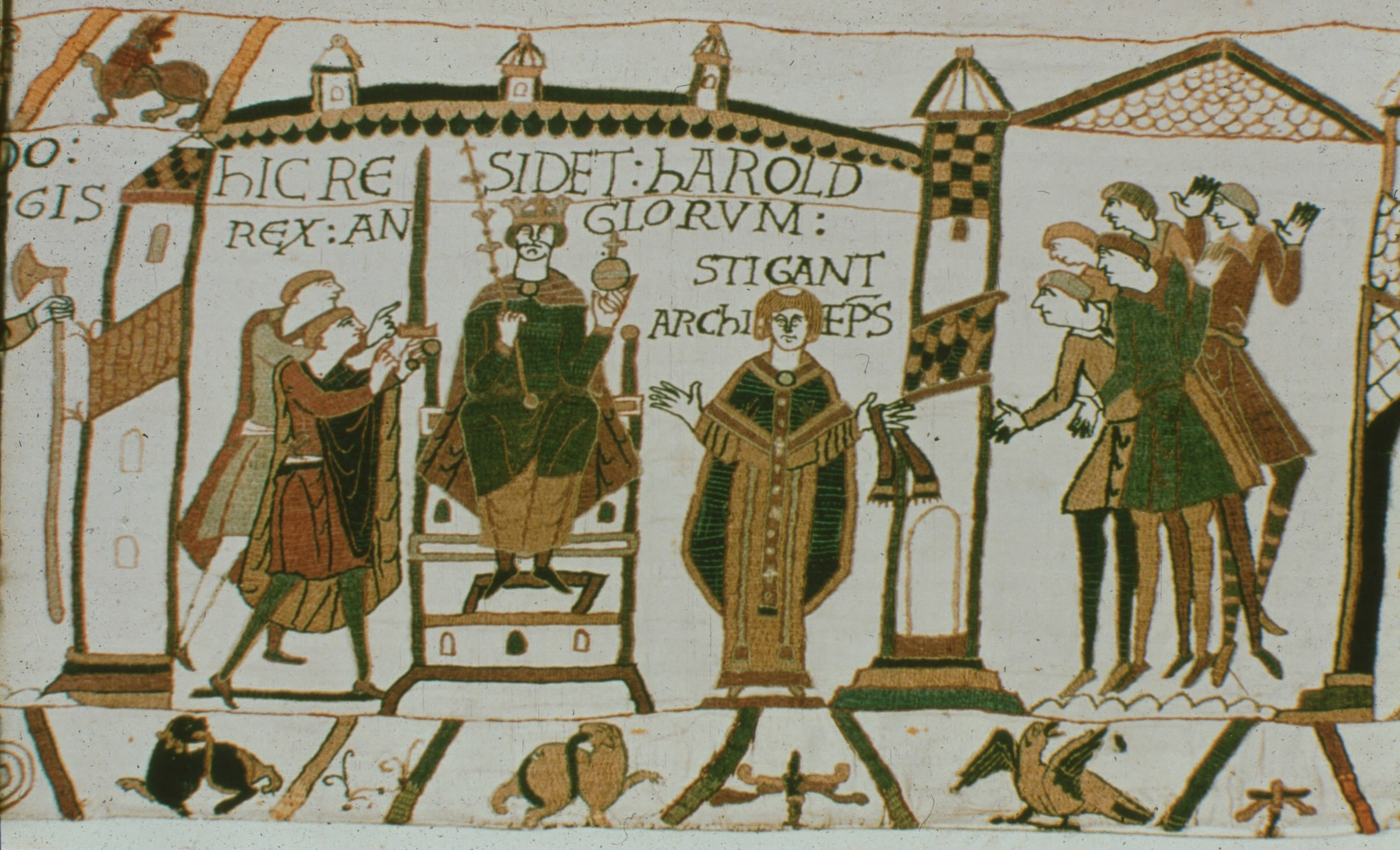
Incoronazione di Aroldo II d'Inghilterra (arazzo di Bayeux)

Alla fine del 1065 Edoardo, sconvolto dal truculento crimine di Tostig e indebolito dal rigido inverno di quell'anno, cadde gravemente ammalato, finendo in stato catatonico senza aver indicato chiaramente il suo successore alla corona inglese (non aveva infatti figli né altri eredi diretti). Nella notte tra il 4 e il 5 gennaio 1066 Edoardo spirò, e Aroldo, rimasto sempre al suo capezzale e forte della sua discendenza reale (si riteneva infatti discendente da re Etelredo I del Wessex, anche se la cosa è disputata), fu sin da subito il candidato principale alla corona inglese.
Secondo le cronache medievali Aroldo sarebbe stato indicato dallo stesso Edoardo in punto di morte come proprio successore, ma la dinamica dell'episodio è tutt'altro che certa. La Vita Ædwardi Regis, commissionata alcuni anni più tardi dalla regina vedova Edith del Wessex e considerata come fonte filo-anglosassone, vuole che egli abbia ripreso brevemente conoscenza e abbia posto la sua vedova e il regno sotto la protezione di Aroldo attraverso un tocco di mano (narrazione ripresa anche nella scena 27 dell'arazzo di Bayeux), a condizione che il witan avesse poi approvato tale decisione. Secondo l'uso anglosassone, le disposizioni date in punto di morte avevano valore legale vincolante, e una tale dinamica sarebbe andata indubbiamente a favore di Aroldo. Secondo un altro resoconto simile, re Edoardo moribondo avrebbe recitato una profezia, avvertendo Aroldo della prossima invasione normanna e dei secoli di sofferenza che l'Inghilterra avrebbe patito nel caso di una loro vittoria.

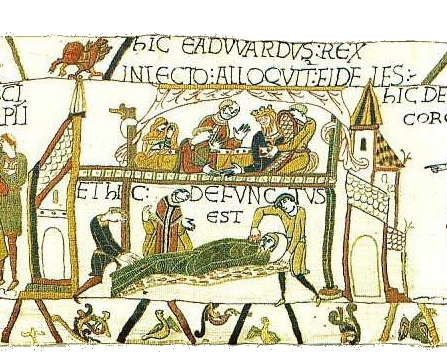
La morte di Edoardo e la designazione attraverso il tocco della mano di Aroldo quale successore (arazzo di Bayeux)

Il witan, i cui membri erano ancora a Londra dopo aver tenuto due riunioni straordinarie in occasione del Natale 1065 e della consacrazione della nuova abbazia di Westminster, si riunì il giorno seguente, il 6 gennaio, subito dopo il funerale del defunto sovrano, e acclamò senza indugio né opposizione Aroldo come nuovo re d'Inghilterra. Venne incoronato il giorno stesso dall'arcivescovo Ealdred di York a Westminster, consacrata neanche due settimane prima. L'elezione di Aroldo a re fu così rapida e priva di obiezioni per via della situazione geopolitica britannica in rapido deterioramento. Erano stati infatti segnalati movimenti di navi vichinghe nel mare del Nord e si temeva un prossimo attacco da parte dell'esiliato Tostig o dell'ambizioso duca Guglielmo, motivo per cui i nobili preferirono accantonare i propri contrasti e poter fare fin da subito affidamento su una forte figura di riferimento contro le minacce esterne. Venne quindi scartata la candidatura di Edgardo Atheling, pronipote di Edoardo il Confessore, all'epoca quindicenne e giudicato quindi inadatto a governare in un momento così delicato.

#### Rottura dei rapporti con la Normandia
La proclamazione a re di Aroldo mandò su tutte le furie il duca di Normandia Guglielmo il Bastardo, il quale legittimamente o meno reclamava la corona d'Inghilterra grazie alle supposte promesse di Aroldo ed Edoardo il Confessore, per lungo tempo vissuto alla sua corte. Inoltre Aroldo ruppe il suo fidanzamento con una delle figlie di Guglielmo (da alcuni identificata come Adeliza o Agata di Normandia), sposando in seconde nozze la nobildonna Edith di Mercia, già sposa del re del Galles Gruffydd ap Llywelyn e sorella di Morcar ed Edwin di Northumbria, recando un ulteriore affronto al duca e tentando così di troncare tutti i legami con lui.

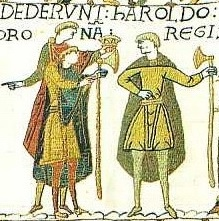
Due rappresentanti dell'aristocrazia offrono la corona ad Aroldo (arazzo di Bayeux)

Cominciò quindi un'intensa opera propagandistica da parte della corte normanna, volta a demonizzare Aroldo e a coalizzare nuovi alleati contro di lui. In breve tempo, forte del suo potere, Guglielmo riuscì ad assicurarsi la neutralità di Filippo I di Francia e di Conan II di Bretagna, mentre il sacro romano imperatore Enrico IV giurò che avrebbe difeso la Normandia in caso di invasione esterna. Il più influenzato fra i potenti dell'epoca fu tuttavia papa Alessandro II: sfruttando i dissidi con l'intraprendente arcivescovo di Canterbury Stigand, sostenitore di Aroldo, l'ambasciata inviata da Guglielmo, con a capo l'ambizioso monaco Lanfranco di Pavia e grazie all'aiuto dell'allora cardinale Ildebrando di Soana (futuro papa Gregorio VII), riuscì a convincere il pontefice della giustezza delle proprie ragioni. Nonostante le proteste del collegio cardinalizio, che malvedeva una guerra tra cristiani che andasse a turbare la Pace di Dio, Alessandro II condannò Aroldo per aver infranto il giuramento di fedeltà prestato a Guglielmo su delle sacre reliquie, benedicendo quindi la prossima spedizione per punire il sacrilego e legittimando le pretese normanne. Il pontefice concesse inoltre a Guglielmo di utilizzare lo stendardo papale in battaglia indicendo, di fatto, una crociata contro l'Inghilterra anglosassone. Alessandro II avrebbe poi comunque condannato l'eccessiva violenza normanna esercitata durante la conquista, soprattutto nella devastazione dell'Inghilterra settentrionale.
In realtà Guglielmo non era nuovo a simili tattiche: solo pochi anni prima si era appropriato della regione del Maine vantandone il possesso, analogamente a quanto stava tentando con l'Inghilterra, spodestandone i legittimi conti Gualtiero e Biota e facendoli con tutta probabilità assassinare (gli stessi cronisti normanni come Orderico Vitale non esitano a confermarlo).

#### Primi atti di governo

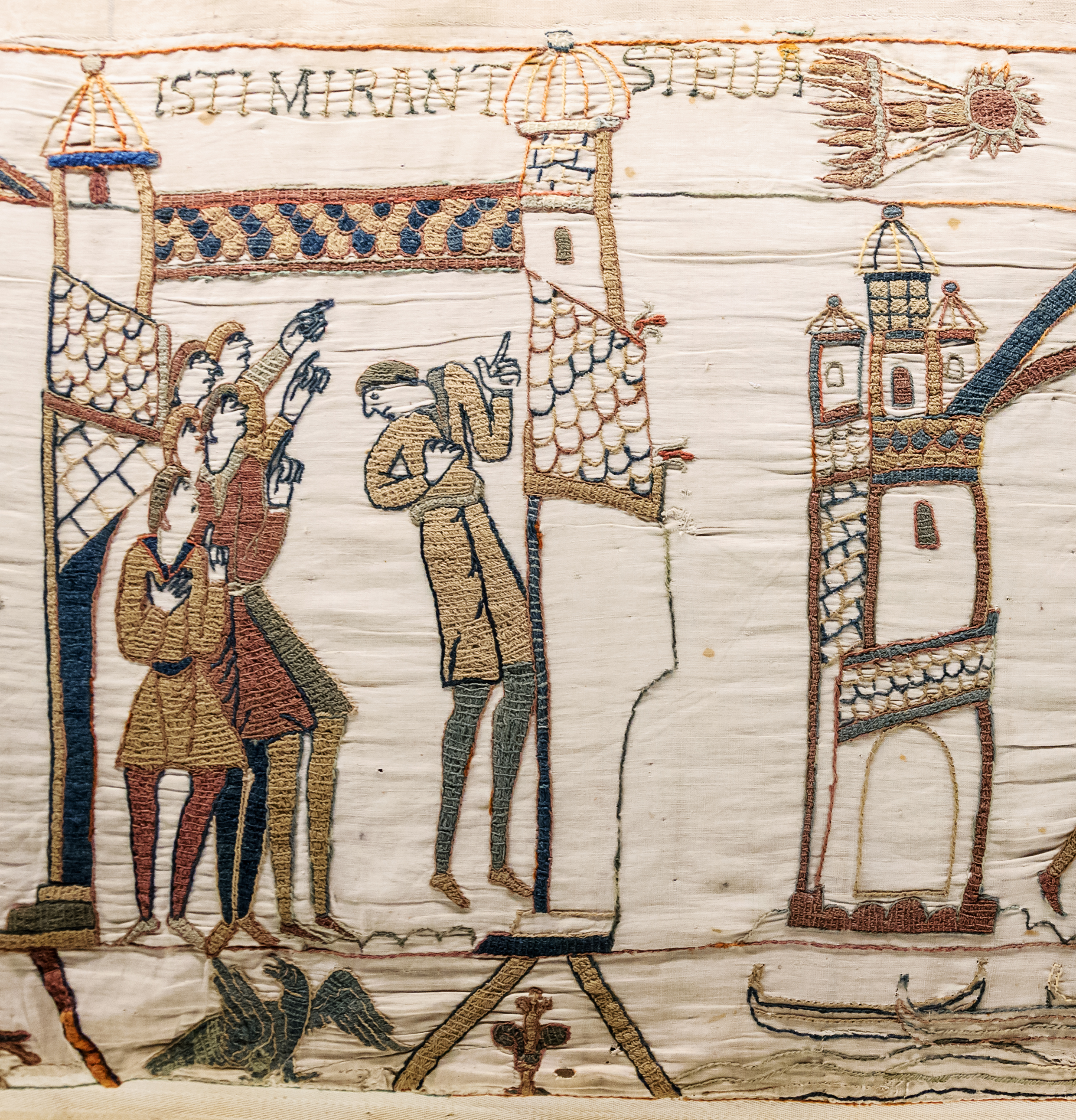
Il passaggio della cometa di Halley (arazzo di Bayeux)

Come primo gesto da re, Aroldo si recò in visita nell'Inghilterra settentrionale per rinsaldare l'alleanza con Morcar, conte di Northumbria, che non aveva partecipato alle precedenti riunioni del witan. Durante la visita venne guidato dal vescovo Vulstano di Worcester, futuro santo e unico tra i vescovi anglosassoni a conservare la propria posizione dopo la conquista normanna. Rientrato a Londra, fece immediatamente coniare nuove monete con la propria effigie per rivitalizzare l'economia e farsi conoscere dalla popolazione, riconobbe i diritti del clero anglosassone e decretò un inasprimento delle pene per i delinquenti comuni, che avevano imperversato maggiormente sotto il debole regno di Edoardo il Confessore.
Conscio che l'Inghilterra avrebbe dovuto presto affrontare altre invasioni, convocò un nuovo witan per la Pasqua 1066 per progettare coi nobili nuove ingenti fortificazioni a difesa del regno. Nel frattempo collocò propri uomini di fiducia in posizioni strategiche, soprattutto nel mondo ecclesiastico, nominando vari nuovi vescovi e abati.
Tra la fine di aprile e l'inizio di maggio del 1066 apparve nel cielo la cometa di Halley, chiaramente visibile da tutta Europa. In Inghilterra la visione fu interpretata come un cattivo presagio, nello specifico il segnale della prossima invasione normanna in conseguenza della morte di Edoardo il Confessore (come dimostra anche la narrazione nell'arazzo di Bayeux, dove nella scena 33 la presenza della cometa pare deformare tutto ciò che la circonda).

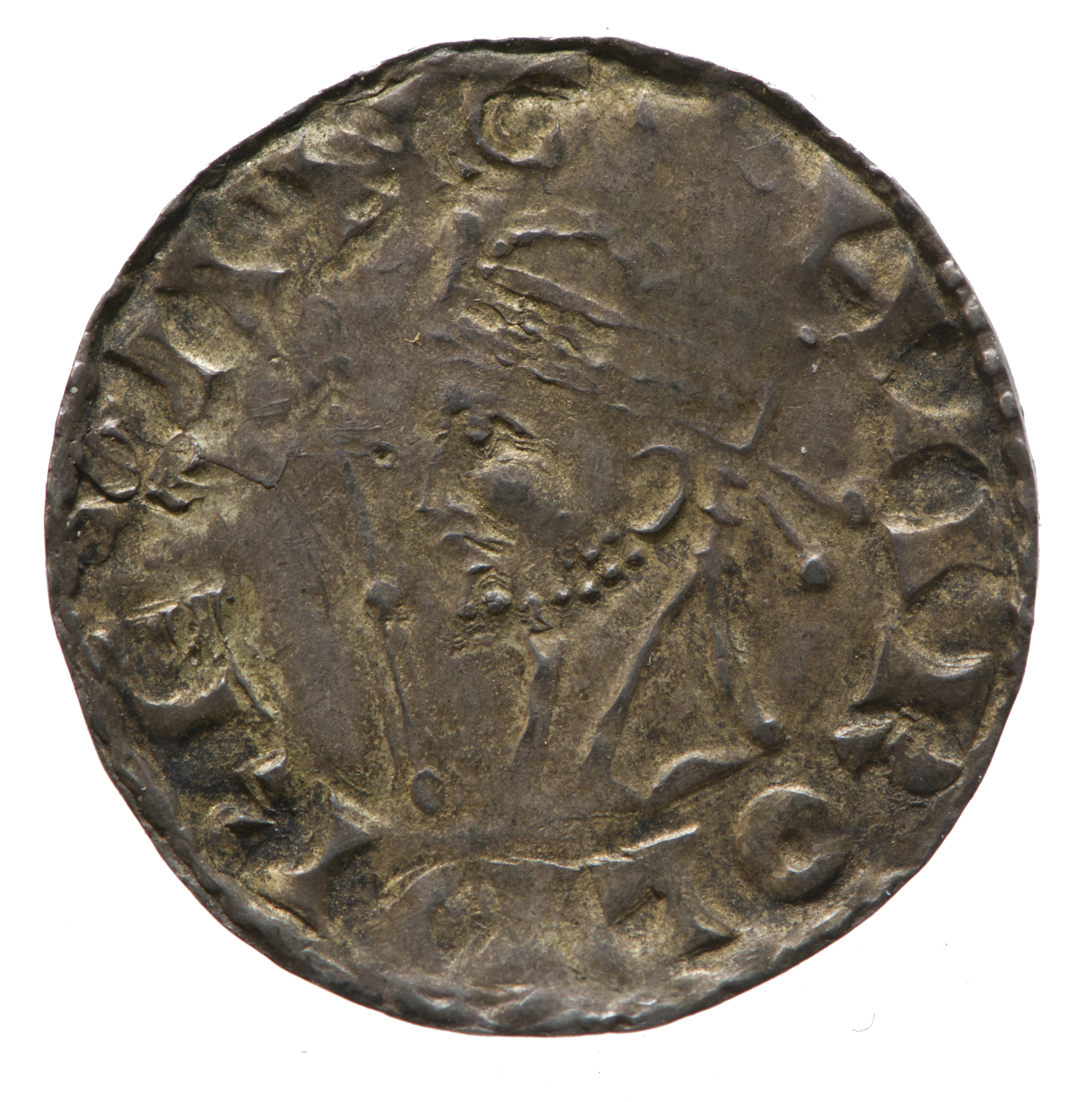
Penny d'argento con l'effige di Aroldo II d'Inghilterra

#### Incursione di Tostig
Avuto notizia della sua ascesa al trono il fratello Tostig, sempre desideroso di vendetta, si recò in visita da Guglielmo II di Normandia, anch'egli pretendente alla corona inglese, e negoziò con lui un'alleanza. Guglielmo, pronto a sfruttare ogni occasione per indebolire l'autorità di Aroldo, finanziò quindi una piccola spedizione preliminare in Inghilterra, ponendovi a capo Tostig perché conducesse alcune razzie al fine di saggiare la resistenza anglosassone.
La spedizione, inizialmente, non riuscì a raggiungere l'Inghilterra perché fermata dalle navi anglosassoni, e fu costretta a deviare prima in Danimarca e infine in Norvegia. Qui Tostig negoziò una nuova alleanza con re Harald III di Norvegia, anch'egli desideroso di reclamare il trono inglese in quanto si considerava come il vero erede dell'ultimo re danese d'Inghilterra, Canuto II, predecessore di Edoardo il Confessore. Tostig approdò infine nell'estate 1066 sull'isola di Wight, devastando il sud dell'Inghilterra. I saccheggiatori, inseguiti dalle truppe comandate da Aroldo, risalirono poi tutta l'Inghilterra verso nord con l'intenzione di unirsi alle truppe norvegesi, che sarebbero dovute sbarcare di lì a poco; vennero tuttavia affrontati e sconfitti presso la baia di Humber dal conte Morcar di Northumbria e suo fratello Edwin, costringendo Tostig a rifugiarsi da re Malcolm III di Scozia, altro nemico degli anglosassoni con cui probabilmente aveva fatto accordi segreti di collaborazione fin da quando era conte di Northumbria.

#### Invasione norvegese
Guglielmo aveva cominciato nel frattempo a raccogliere truppe ed armamenti presso Dives-sur-Mer, progettando di invadere l'Inghilterra per reclamarne la corona; al suo fianco si schierarono anche tutti quei nobili motivati dalla benedizione che la Chiesa aveva dato alla causa, specialmente francesi e altri normanni provenienti dal Sud Italia. Aroldo, in previsione dell'attacco normanno, assembrò un gran numero di uomini sull'isola di Wight; tuttavia, forse per i venti non favorevoli, i normanni rimandarono l'invasione per più di sette mesi, causando grande imbarazzo per Guglielmo, che molti cominciarono a ritenere un codardo. L'8 settembre, con le provviste esaurite e con la stagione del raccolto ormai alle porte, Aroldo congedò l'esercito e tornò a Londra.

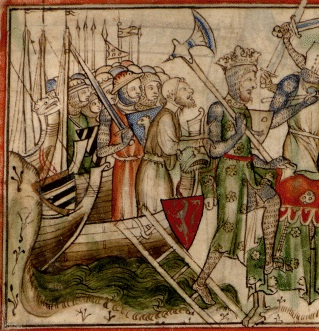
Miniatura che mostra l'invasione norvegese dell'Inghilterra del 1066

Non sapeva che poco prima Harald III era salpato dalla Norvegia. Dopo aver attraversato il mare del Nord e aver reclutato nuovi soldati nel regno delle Isole, il sovrano vichingo sbarcò nell'Inghilterra settentrionale riunendosi con l'alleato Tostig alla foce del fiume Tyne. Il primo atto degli invasori fu la distruzione della città di Scarborough, bombardata con proiettili infuocati; Harald e Tostig procedettero poi verso sud, avanzando verso l'importante città di York. Nell'attesa di Aroldo, subito avvertito dell'invasione, i primi a contrastare i norvegesi furono il conte Morcar e suo fratello Edwin, che ingaggiarono battaglia nei pressi della città. Tuttavia, nella conseguente battaglia di Fulford del 20 settembre 1066, nonostante il valore dimostrato, gli anglosassoni furono sconfitti con grande perdita di vite umane. Tale evento costrinse quindi Morcar ed Edwin a fuggire verso sud, allo scopo di ricongiungersi col sovrano.
Harald e Tostig s'impossessarono quindi della Northumbria. Aroldo era deciso ad affrontarli e già prima dello scontro a Fulford era partito da Londra con un esercito, allargando le sue schiere durante il viaggio con delle milizie contadine appiedate e riuscendo a raccogliere una grande armata in soli pochi giorni. Nel frattempo re Harald, illudendosi di avere la situazione sotto controllo, non si curò neanche di porre York sotto assedio, e ciò consenti ad Aroldo, arrivato in segreto il 24 settembre, di organizzare un attacco a sorpresa contro i norvegesi con l'aiuto dei cittadini. Il 25 settembre gli yorkesi finsero di voler scendere a patti con Harald, invitandolo presso il crocevia di Stamford Bridge per rendergli omaggio e consegnargli degli ostaggi; il re norvegese cadde nel tranello e si presentò all'appuntamento con solo parte del proprio esercito, per di più privo del grosso degli armamenti, facendosi così sorprendere dall'improvviso attacco della più consistente armata anglosassone, che aveva già annientato altri gruppetti di vichinghi incontrati sul cammino. Lo scontro, noto come la battaglia di Stamford Bridge, si concluse con una schiacciante vittoria di Aroldo e con la morte di Harald e Tostig, trafitti da una scarica di frecce nemiche, oltre che con la conseguente fuga o cattura dei pochi superstiti norvegesi. Aroldo fu comunque magnanimo con i prigionieri, permettendo loro di tornare in Norvegia dopo aver raccolto le spoglie di Harald. Pare inoltre che, nonostante tutto, piangesse la morte del fratello Tostig.
Nonostante la netta vittoria anglosassone, la situazione appariva ancora grave: nel meridione dell'Inghilterra era appena sbarcato Guglielmo con un forte esercito di guerrieri ben addestrati, e aveva conquistato la cittadina di Hastings.

#### Invasione normanna
La flotta di Guglielmo era salpata il 27 settembre dalla Normandia, approdando in Inghilterra all'alba del giorno successivo. Non vi fu una concreta opposizione anglosassone allo sbarco: nei giorni precedenti una tempesta aveva infatti infuriato sulla Manica, danneggiando sia la flotta anglosassone che quella normanna; mentre la prima era rientrata a Londra sicura che le condizioni meteorologiche fossero troppo proibitive per una traversata, la seconda si era spinta comunque al largo e, dopo una battaglia navale minore riportata superficialmente nelle cronache, era giunta in Inghilterra. L'esercito di Guglielmo sbarcò presso Pevensey, un villaggio del Sussex, dietro consiglio di alcuni monaci locali esiliati in Normandia tempo prima per dissidi con Aroldo. Inizialmente stupendosi della mancanza di reazioni anglosassoni, il duca occupò i resti dell'antica fortezza romana di Anderida e costruì un piccolo forte di legno per difendersi da eventuali attacchi, razziando nel frattempo tutta l'area circostante e terrorizzando i locali, violando anche il diritto d'asilo dei luoghi santi come chiese e cimiteri. Le precedenti milizie reclutate da Aroldo o erano state già congedate oppure lo avevano seguito verso nord per respingere i vichinghi, quindi per alcuni giorni i normanni ebbero campo libero imperversando lungo le coste meridionali dell'Inghilterra, occupando lo strategico porto di Hastings per assicurarsi le comunicazioni e i rifornimenti dalla Normandia. Guglielmo non era al corrente dell'invasione norvegese e dell'assenza di Aroldo, ragion per cui, temendo un attacco da parte sua, non si allontanò dalla roccaforte e attese che fosse l'avversario a fare la prima mossa.

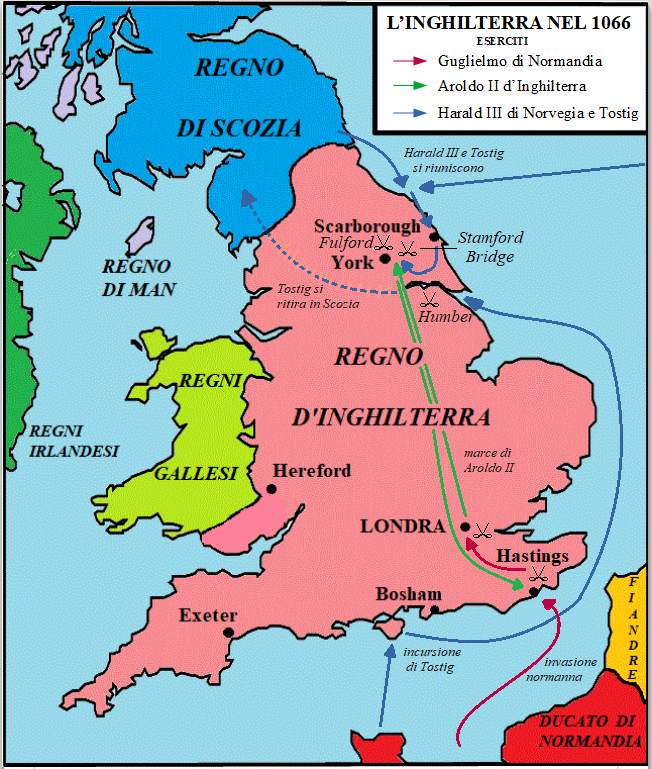
Le invasioni compiute in Inghilterra nel 1066

Aroldo ebbe appena il tempo di celebrare la vittoria di Stamford Bridge, venendo subito dopo raggiunto dalla notizia dello sbarco di Guglielmo recata dai nobili del sud dell'Inghilterra, fuggiti dall'invasione normanna. Fu quindi costretto a lasciare insepolti i numerosi morti di Stamford Bridge (tanto che Orderico Vitale testimonia che il campo di battaglia era ancora riconoscibile, un secolo più tardi, dalle pile di ossa presenti fuori York) e ad avviare una nuova marcia forzata, stavolta verso sud; durante il viaggio rimpolpò le file del suo esercito, assottigliatosi dopo Stamford Bridge, riuscendo a creare una nuova forza consistente. Raggiunse Londra tra il 5 e il 9 ottobre, fermandovisi qualche giorno per riposare e congiungendosi con le truppe dei fratelli Gyrth e Leofwine Godwinson. I normanni tuttavia stavano continuando a saccheggiare l'Inghilterra meridionale, applicando la tattica della terra bruciata nelle zone circostanti Hastings; capita quindi l'urgenza della situazione, Aroldo lasciò Londra l'11 o 12 ottobre successivo e marciò verso Guglielmo. La Chiesa anglosassone, contrariata dal sostegno del papa ai normanni, si schierò unanimemente con Aroldo e ne rafforzò lo schieramento con numerosi contingenti. Le fonti normanne millantano nel periodo prima della battaglia di Hastings disaccordi tra Aroldo e Gyrth, ma non ci sono prove concrete di ciò e quasi certamente si tratta di un tentativo di dipingere gli anglosassoni più deboli e disuniti di quanto in realtà fossero.

#### Battaglia di Hastings e morte
Hastings non era lontana da Londra e la roccaforte normanna venne raggiunta da Aroldo in poco tempo. A differenza di Stamford Bridge, non vi fu nessuna imboscata e l'esercito anglosassone avanzò in piena vista incontro ai nemici la sera del 13 ottobre. Le fonti normanne sono ambigue sull'esercito anglosassone, testimoniandone i grandi numeri ma anche la disorganizzazione, affermando che molti soldati avessero disertato prima dello scontro decisivo; si tratta probabilmente di una falsità per dare lustro alle truppe del duca. Prima di scontrarsi Guglielmo e Aroldo inviarono i propri rappresentanti a negoziare con la controparte; secondo Guglielmo di Poitiers, mentre il duca rinfacciò al sovrano di aver rotto il giuramento prestato, quest'ultimo ne negò la validità adducendo l'ultima designazione fatta da re Edoardo in punto di morte. Nessuna mediazione fu quindi possibile e i due eserciti si prepararono a darsi battaglia; Guglielmo ricevette la visita dello Stalliere Reale anglosassone Robert FitzWimarc (un normanno), che lo informò della vittoria di Aroldo a Stamford Bridge e gli consigliò di ritirarsi per non fare la stessa fine di Harald e Tostig, senza tuttavia riuscire a dissuaderlo dal combattere.

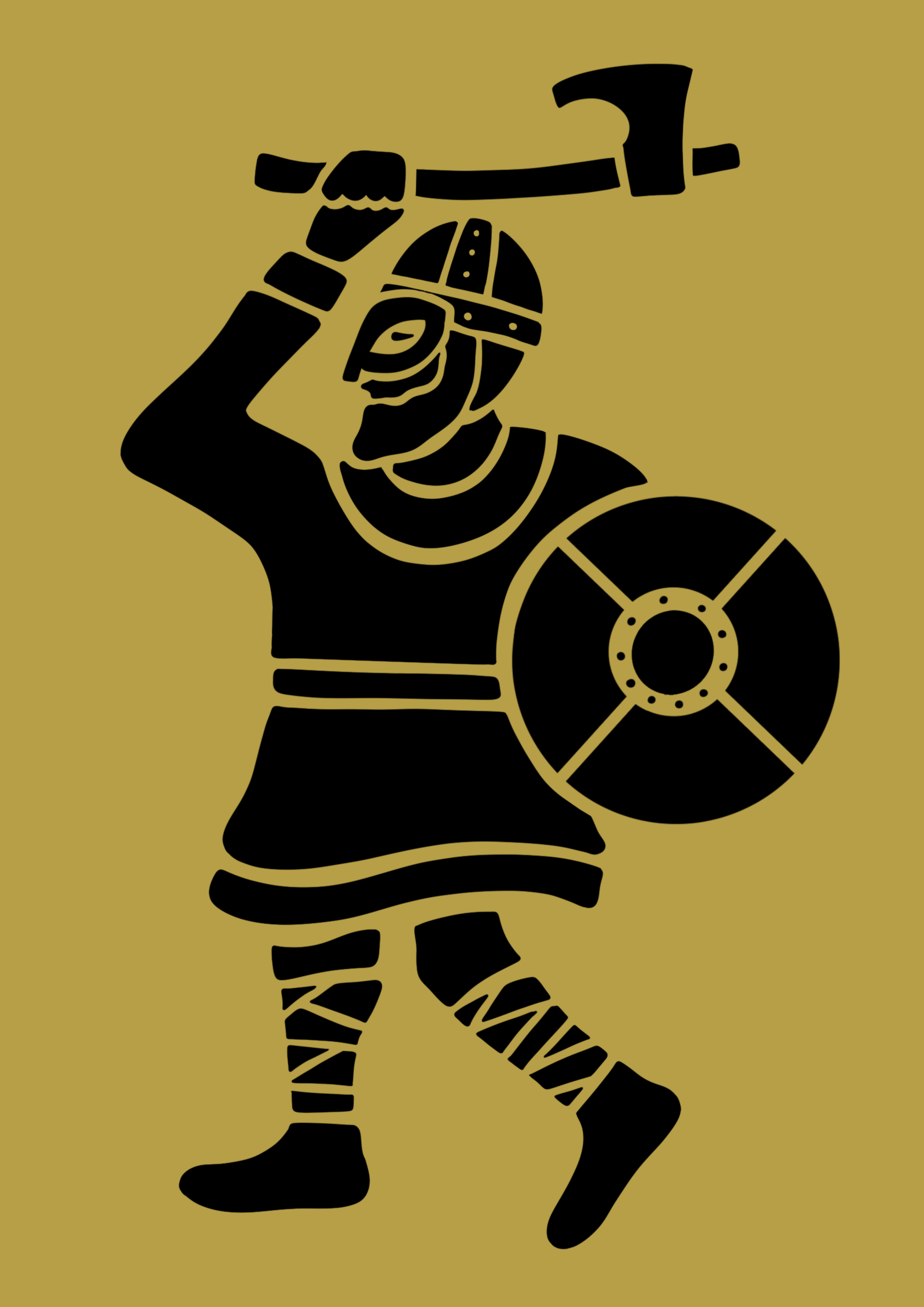
Ricostruzione dello stendardo da battaglia di Aroldo, raffigurante un uomo combattente

Inizialmente, la mattina del 14 ottobre, fu Aroldo a dettare l'andamento della battaglia, poiché conosceva bene la zona in quanto facente parte delle sue molte terre, e per intimorire gli avversari mandò avanti il proprio stendardo da battaglia raffigurante un uomo combattente. Guglielmo e le sue truppe, che avevano passato una notte insonne per timore di un improvviso attacco, non poterono rimandare il combattimento, poiché la finestra di tempo stabile che aveva permesso l'attraversamento della Manica era terminata ed era impossibile tornare indietro; inoltre la flotta anglosassone era nuovamente salpata da Londra per prendere alle spalle i normanni e sarebbe giunta entro pochi giorni. La battaglia di Hastings iniziò quindi con i migliori auspici per Aroldo, che si trovava oggettivamente in vantaggio: anche se fosse risultata in una sconfitta, si sarebbe potuto agevolmente ritirare nell'interno e stringere i normanni nella morsa della loro stessa terra bruciata, che non avrebbe loro permesso di sostentarsi a lungo. Molti, sia cronisti medievali che storici successivi, hanno criticato la decisione di Aroldo di dare battaglia giudicandola affrettata, ma in realtà il sovrano non aveva scelta, poiché aveva il dovere di difendere i propri sudditi e possedimenti dagli attacchi nemici; inoltre è possibile che temesse un radicamento delle forze avversarie nella zona, tentando quindi di cacciarle il prima possibile.
Memore dell'esperienza in Normandia, dove aveva osservato l'abilità normanna nell'uso della cavalleria, che non era utilizzata dagli anglosassoni, Aroldo schierò le proprie truppe su una collina che dominava la zona, fortificandola. Guglielmo, avendo constatato che l'area era perlopiù paludosa e poco adatta a cariche frontali, ritenne più prudente attendere per non esporre i propri cavalieri a rischi inutili, e lasciò che gli anglosassoni occupassero le migliori posizioni tattiche. Gli anglosassoni formarono uno schieramento compatto sopra la collina, e Aroldo li arringò in previsione della battaglia imminente, posizionandosi poi al centro della prima linea per meglio dirigere i movimenti delle truppe. Come descritto da Enrico di Huntingdon e Guglielmo di Malmesbury, i fanti inglesi formavano un muro di scudi virtualmente impenetrabile, che i normanni avrebbero potuto distruggere solo dopo una faticosa risalita dei fianchi della collina. Aroldo aveva fatto anche in modo di orientarsi col sole alle proprie spalle per accecare gli avversari, ma quella mattina una densa foschia si era levata sul campo di battaglia e quest'accorgimento non servì a nulla. Guglielmo nel frattempo, capendo di dover cambiare strategia, divise il proprio esercito in sette formazioni più piccole e mobili; fece quindi a sua volta un discorso, spronando i suoi uomini ricordando loro che ormai non c'era altra via d'uscita se non la vittoria.

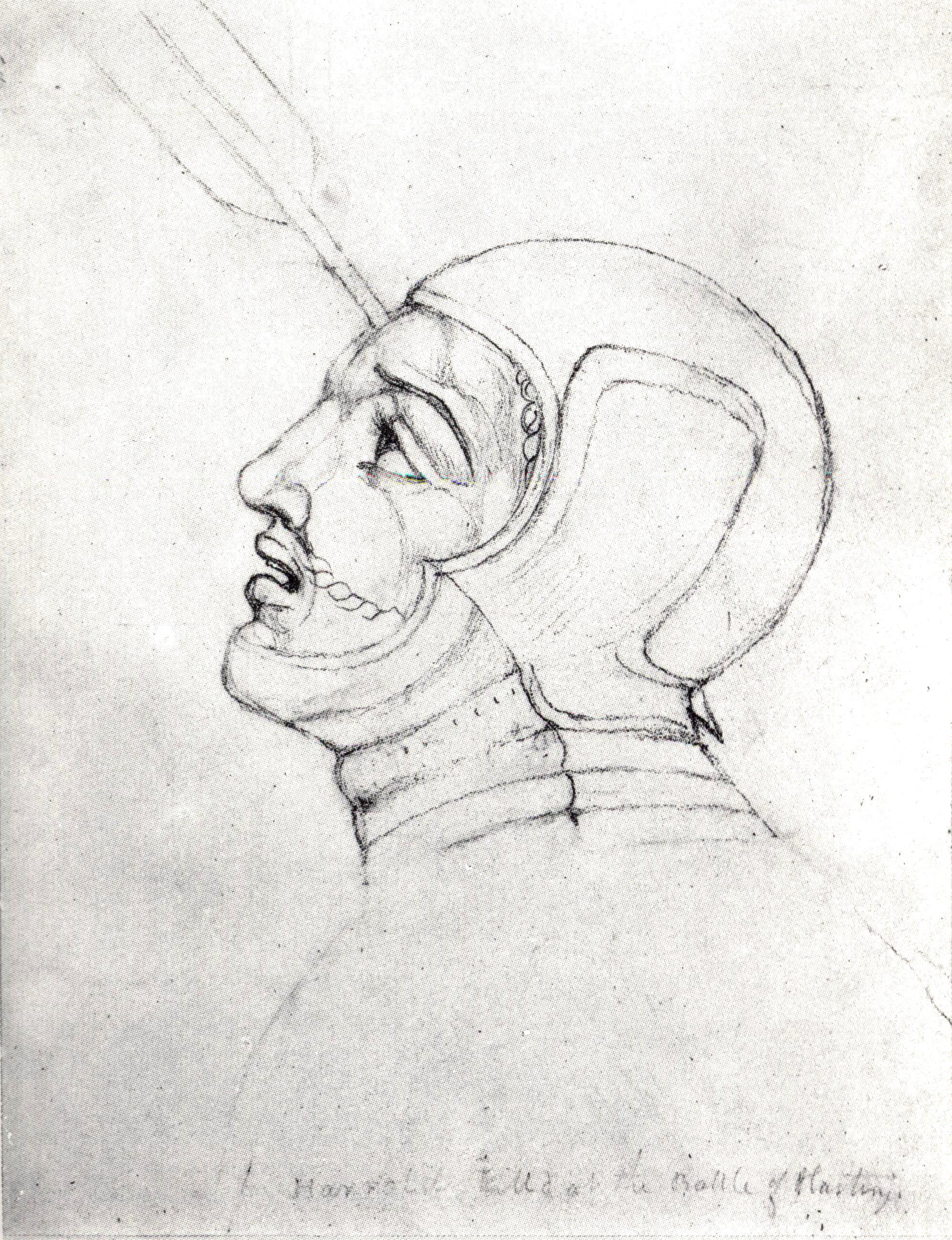
La ferita all'occhio di Aroldo in un'illustrazione di William Blake (1819)

Gli scontri cominciarono attorno alle ore 9:00, quando gli arcieri normanni avanzarono e cominciarono a bersagliare le schiere anglosassoni, causando tuttavia danni trascurabili per la compattezza del muro di scudi e il terreno difficile che impediva rapide avanzate. Fu tentata una prima carica normanna su per la collina, che tuttavia si esaurì presto in un massacro degli attaccanti. Nelle ore successive nuove cariche normanne, stavolta più intense, si susseguirono sui fianchi della collina, ma vennero sempre respinte grazie alla resistenza degli uscarli, la fanteria pesante anglosassone armata di asce da guerra.
La battaglia durò per molte ore e rimase lungamente dall'esito incerto, segno che, a differenza di quanto affermato dalle fonti normanne, i due eserciti pressappoco si equivalevano per numeri e capacità. Mentre Aroldo combatté assieme alle schiere dei propri uomini esponendosi a grandi rischi, Guglielmo rimase al sicuro nella retroguardia normanna per la maggior parte della battaglia. Le cariche normanne si susseguirono furiose per tutto il giorno, ogni volta respinte dagli inglesi sempre più stanchi. I tiri degli arcieri normanni si fecero via via più precisi, mietendo sempre più vittime nelle schiere dei difensori.

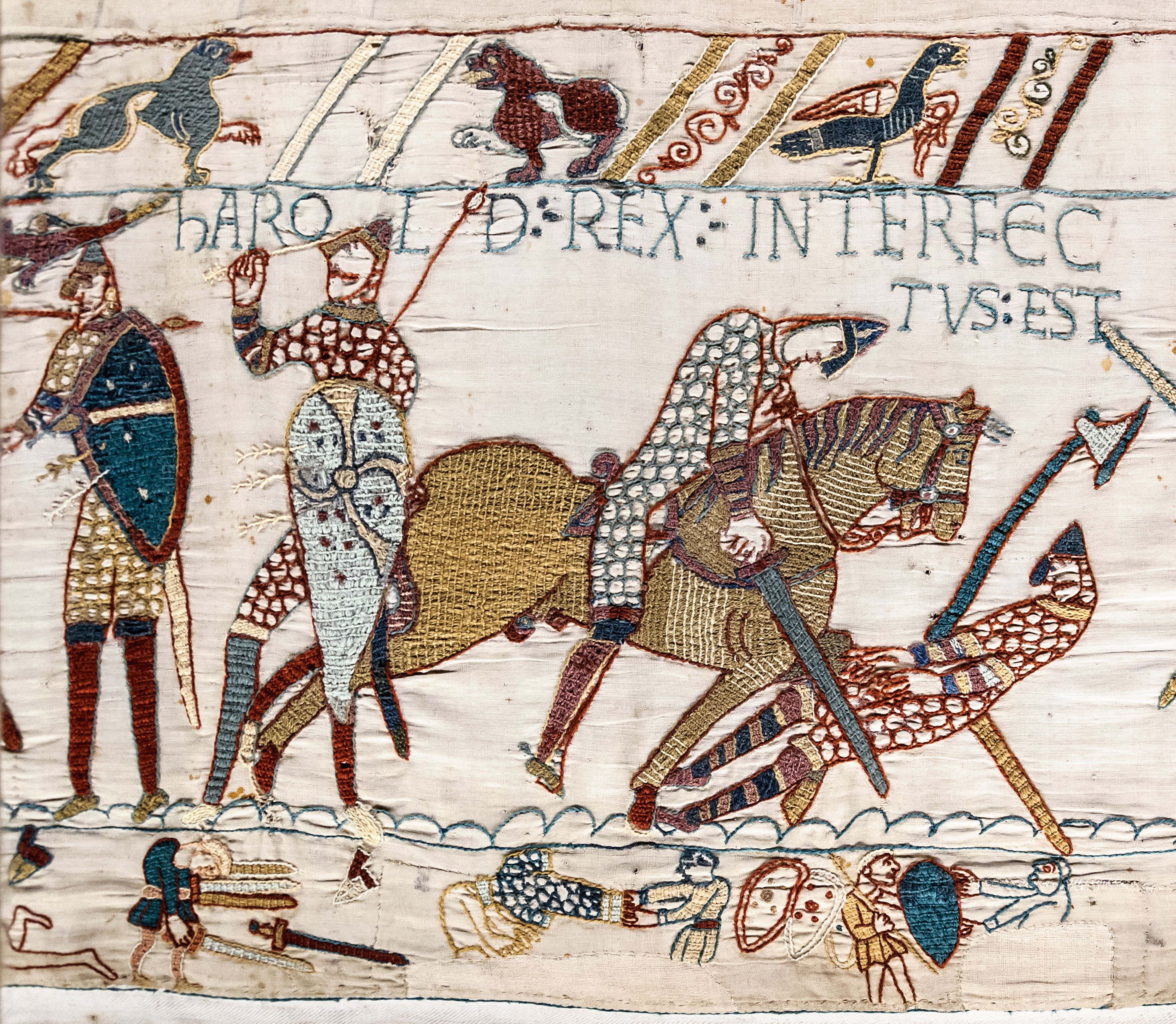
Re Aroldo è ucciso, una delle più celebri scene dell'arazzo di Bayeux (scena 57)

I normanni cominciarono pian piano a erodere le linee anglosassoni, aprendosi varchi nello schieramento nemico. Gli invasori infine finsero una ritirata, inducendo molti anglosassoni ad abbandonare il muro di scudi per inseguirli; voltatisi all'improvviso, i normanni travolsero i difensori in confusione e, guidati da Guglielmo, finalmente conquistarono la collina. Verso il tramonto del 14 ottobre, nel momento di maggior confusione della battaglia e dopo la disperata resistenza dei conti Gyrth e Leofwine attorno allo stendardo reale, entrambi uccisi, Aroldo venne colpito a un occhio da una freccia. A differenza di quanto generalmente creduto la ferita, benché grave, forse non fu fatale, ma inabilitò il re a combattere, al punto da essere circondato dai cavalieri normanni, che lo massacrarono facendolo a pezzi con le proprie spade. Con la morte del re la coesione anglosassone si disgregò, e gli inglesi diedero il via ad una confusa rotta verso nord, durante la quale molti di essi vennero uccisi dai normanni che l'inseguivano oppure calpestati dai loro stessi compagni d'armi o dai cavalli imbizzarriti. Non fu tuttavia una totale disfatta: alcuni gruppi di cavalieri normanni, spintisi troppo in avanti e separatisi dal resto dell'esercito, caddero vittime di repentine imboscate inglesi venendo trucidati.

#### Destino del corpo di Aroldo
Il corpo del sovrano venne spogliato dell'armatura e di tutte le insegne, così quando Guglielmo chiese che gli venisse mostrato non fu inizialmente possibile identificarlo. 
Sua madre Gytha Thorkelsdaettir, accorsa sul campo di battaglia, offrì a Guglielmo il peso del figlio in oro per riavere il suo feretro, ma il duca rifiutò sdegnosamente adducendo il gran numero di normanni che ancora giacevano insepolti.

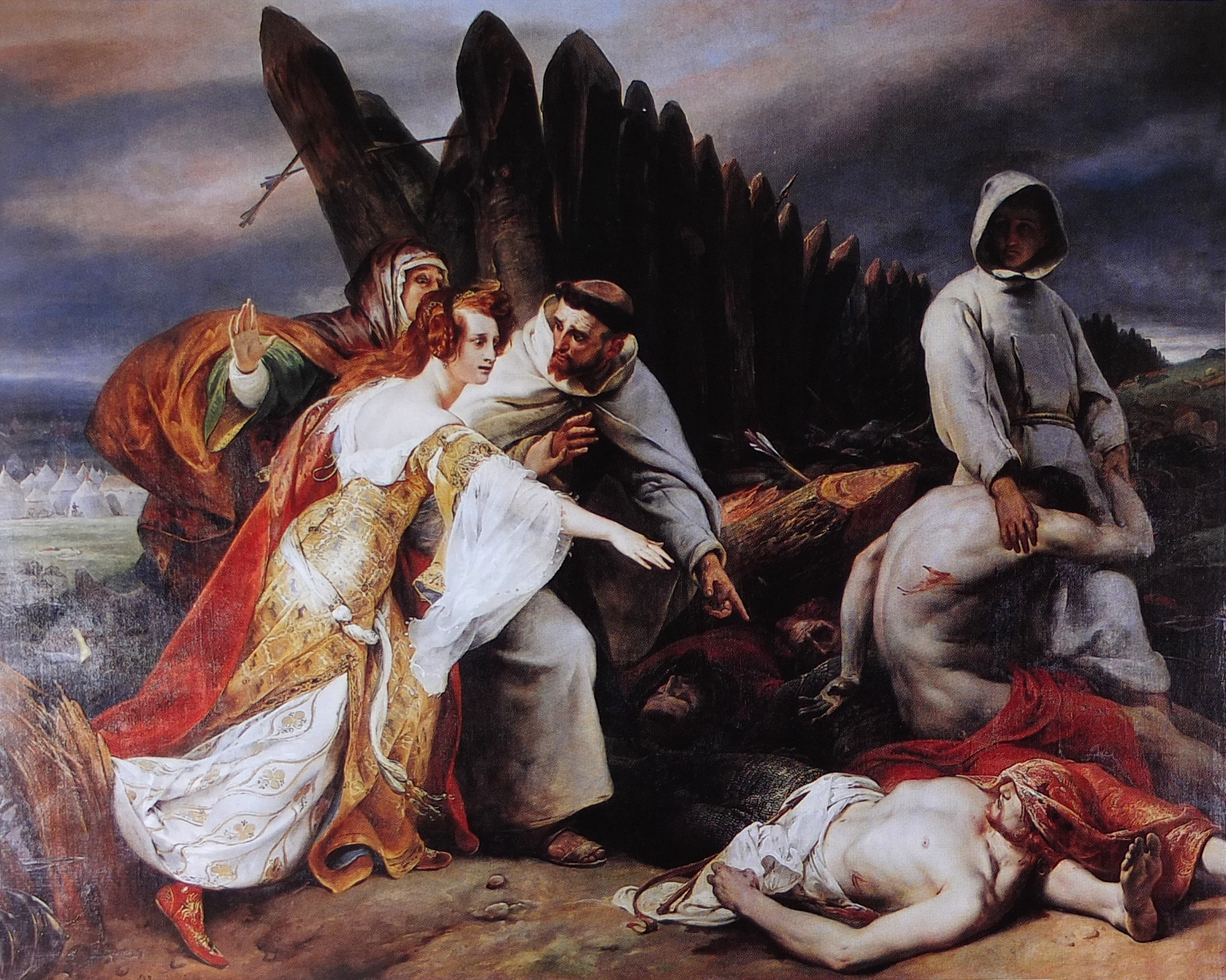
Edith ritrova il corpo di Aroldo (Horace Vernet, 1827)

Le cronache riportano che solo la prima moglie Edith, vagando per il campo di battaglia, riuscì a riconoscere il corpo del re da certi «segni segreti» solo a lei noti. Quando infine il corpo venne portato al cospetto del duca egli, nonostante l'acrimonia avuta verso Aroldo, fu talmente sdegnato dalle mutilazioni a cui era stato sottoposto che decretò l'espulsione dal proprio esercito del cavaliere che più si era accanito sul cadavere, tale Gilfard. Le spoglie di Aroldo vennero quindi portate col permesso di Guglielmo all'abbazia di Waltham, favorita durante gli anni in cui era stato conte di Wessex, e ivi sepolto. Altri resoconti lo danno invece sepolto nell'abbazia di Battle, fondata da Guglielmo per commemorare la vittoria nella battaglia di Hastings. In ogni caso, col passare dei secoli la tomba di Aroldo è andata perduta e i suoi resti dispersi; attualmente a Waltham è presente una "tomba di Aroldo", ma si tratta probabilmente di un semplice cenotafio.
All'epoca comunque alcuni anglosassoni rifiutarono di credere alla morte del re. Si diffusero quindi numerose storie sulla sua supposta sopravvivenza: secondo una ad esempio rinunciò volontariamente al potere e divenne un pellegrino itinerante, vivendo serenamente fino alla tarda età. Non vi sono comunque prove concrete della sopravvivenza di Aroldo alla battaglia di Hastings.

## Discendenza
Per circa vent'anni Aroldo fu sposato more danico con Edith, detta "la Bella" o "dal collo di cigno", da cui ebbe:
- Godwin, menzionato come proprietario terriero passato nel Domesday Book, si ribellò contro Guglielmo il Conquistatore e fuggì dall'Inghilterra;[156]
- Edmondo, si ribellò contro Guglielmo il Conquistatore e fuggì dall'Inghilterra;[156]
- Magnus, si ribellò contro Guglielmo il Conquistatore e fuggì dall'Inghilterra;[156]
- Gunilde, suora presso l'abbazia di Wilton, in seguito rapita e resa amante dei feudatari normanni Alano il Rosso e Alano il Nero;[156]
- Gytha, fuggì dall'Inghilterra coi fratelli e sposò Vladimir II di Kiev, da lei discesero quindi i sovrani della Rus' di Kiev;[156]
- Ulf, appena nato alla morte del padre, visse la maggior parte della propria vita in cattività.[156]

Il matrimonio secondo l'uso danese era socialmente accettato nell'Inghilterra pre-normanna, anche se per la Chiesa rimaneva una forma di adulterio. Visto che il matrimonio con la prima moglie non gli era stato riconosciuto dalla Chiesa, Aroldo poté in seguito procedere senza opposizione a sposarsi nuovamente, risultando quindi a tutti gli effetti bigamo.
Secondo il cronista Orderico Vitale, Aroldo a un certo momento della sua vita si fidanzò con una delle figlie del duca Guglielmo II, anche se non è noto quale; i nomi riportati più spesso dai cronisti sono quelli di Adeliza e Agata di Normandia. Questo fidanzamento non si concretizzò mai in un matrimonio, venendo annullato dallo stesso Aroldo appena eletto re.
Tra il 1065 e il 1066 si sposò con Edith di Mercia, vedova di Gruffydd ap Llywelyn, dalla quale ebbe un solo figlio, nato postumo al padre:
- Aroldo, visse in esilio in Norvegia.[157]

Dopo la morte di Aroldo II, di Edith si perde ogni traccia ed è possibile che abbia finito i suoi giorni nell'anonimato dopo aver cercato rifugio presso dei parenti.
La maternità di Ulf, penultimo figlio maschio di Aroldo, è incerta. Viene generalmente ritenuto figlio di Edith la Bella, ma alcuni genealogisti sono aperti alla possibilità che fosse invece figlio di Edith di Mercia, forse gemello di Aroldo.

## Ascendenza
|                         |                  |                       | Genitori |  |  | Nonni |  |  | Bisnonni |  |  | Trisnonni |  |
|                         |                  |                       |          |  |  |       |  |  | Æthelmar |  |  | …         |  |
|                         |                  |                       |          |  |  |       |  |  | Æthelmar |  |  | …         |  |
|                         |                  | …                     |          |  |  |       |  |  | Æthelmar |  |  |           |  |
| Wulfnoth Cild           |                  |                       |          |  |  |       |  |  | Æthelmar |  |  |           |  |
|                         |                  | …                     | …        |  |  |       |  |  |          |  |  |           |  |
|                         |                  | …                     | …        |  |  |       |  |  |          |  |  |           |  |
|                         |                  | …                     | …        |  |  |       |  |  |          |  |  |           |  |
| Godwin del Wessex       |                  | …                     |          |  |  |       |  |  |          |  |  |           |  |
|                         |                  | …                     | …        |  |  |       |  |  |          |  |  |           |  |
|                         |                  | …                     | …        |  |  |       |  |  |          |  |  |           |  |
|                         |                  | …                     | …        |  |  |       |  |  |          |  |  |           |  |
| …                       |                  | …                     |          |  |  |       |  |  |          |  |  |           |  |
|                         |                  | …                     | …        |  |  |       |  |  |          |  |  |           |  |
|                         |                  | …                     | …        |  |  |       |  |  |          |  |  |           |  |
|                         |                  | …                     | …        |  |  |       |  |  |          |  |  |           |  |
| Aroldo II d'Inghilterra |                  | …                     |          |  |  |       |  |  |          |  |  |           |  |
|                         | Styrbjörn Starke | Olof II di Svezia     |          |  |  |       |  |  |          |  |  |           |  |
|                         | Styrbjörn Starke | Olof II di Svezia     |          |  |  |       |  |  |          |  |  |           |  |
|                         | Styrbjörn Starke | Ingeborg Thransdotter |          |  |  |       |  |  |          |  |  |           |  |
| Thorgils Sprakalägg     | Styrbjörn Starke |                       |          |  |  |       |  |  |          |  |  |           |  |
|                         |                  | Tyri di Danimarca     | …        |  |  |       |  |  |          |  |  |           |  |
|                         |                  | Tyri di Danimarca     | …        |  |  |       |  |  |          |  |  |           |  |
|                         |                  | Tyri di Danimarca     | …        |  |  |       |  |  |          |  |  |           |  |
| Gytha Thorkelsdaettir   |                  | Tyri di Danimarca     |          |  |  |       |  |  |          |  |  |           |  |
|                         |                  | …                     | …        |  |  |       |  |  |          |  |  |           |  |
|                         |                  | …                     | …        |  |  |       |  |  |          |  |  |           |  |
|                         |                  | …                     | …        |  |  |       |  |  |          |  |  |           |  |
| …                       |                  | …                     |          |  |  |       |  |  |          |  |  |           |  |
|                         |                  | …                     | …        |  |  |       |  |  |          |  |  |           |  |
|                         |                  | …                     | …        |  |  |       |  |  |          |  |  |           |  |
|                         |                  | …                     | …        |  |  |       |  |  |          |  |  |           |  |
|                         |                  | …                     |          |  |  |       |  |  |          |  |  |           |  |

## Lascito storico

### L'Inghilterra dopo Aroldo
La morte di Aroldo II alla battaglia di Hastings non costituì che il primo atto della graduale conquista dell'Inghilterra da parte dei normanni. La sua dipartita segnò la perdita per gli anglosassoni del loro capo più capace, segnandone di fatto il destino: i normanni introdussero un nuovo modo di fare la guerra, prendendo in poco tempo Londra per fame e in seguito stroncando la resistenza degli ultimi capi anglosassoni ribelli Morcar ed Edwin, devastando del tutto l'Inghilterra settentrionale e massacrandone sistematicamente la popolazione. Alcuni storici hanno definito la loro strategia come uno dei primi esempi di genocidio, poiché la zona rimase spopolata e improduttiva per diversi secoli successivi. Un ultimo tentativo di resistenza ad Exeter da parte della madre settantenne di Aroldo, Gytha Thorkelsdaettir, si esaurì presto in un nulla di fatto, e i superstiti della stirpe del Wessex o si sottomisero a Guglielmo oppure fuggirono in esilio sul continente.

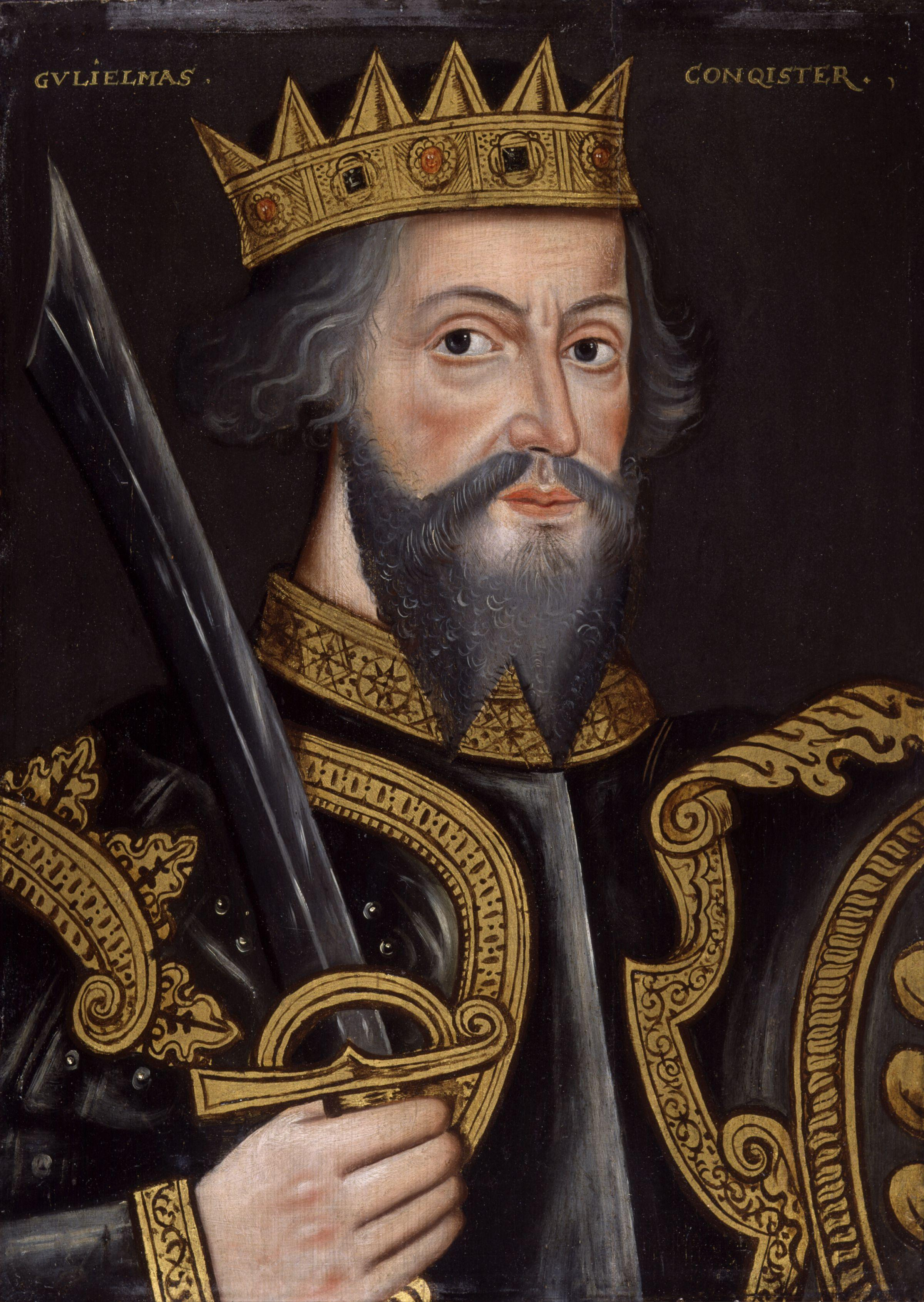
Re Guglielmo I (il Conquistatore) (anonimo, National Portrait Gallery)

Guglielmo, benché tentasse di non apparire un sovvertitore della locale tradizione (usò ad esempio nella sua incoronazione a re d'Inghilterra l'usuale cerimonia anglosassone), col tempo stravolse del tutto il modello politico-sociale dell'ormai ex-Britannia. Basandosi sul modello francese, il Conquistatore gettò le basi per la costruzione in Inghilterra di un nuovo stato feudale, entità politica fino ad allora sconosciuta nelle isole britanniche, sostituendo la quasi totalità della vecchia nobiltà anglosassone con i suoi fidi vassalli normanni. La conquista normanna dell'Inghilterra fu fondamentale per dimostrare l'efficacia del modello feudale, ancora non diffuso capillarmente in Europa ma dominante a partire dal XII secolo.
Nonostante la sconfitta finale, molti elementi della civiltà anglosassone – primo fra tutti il nome del regno, "Inghilterra" – sopravvissero alla conquista e vennero assimilati dagli stessi normanni.

### Aroldo nella storiografia e nel folclore

#### Fonti storiche
Esistono svariate fonti sulla vita di Aroldo II d'Inghilterra, la maggior parte delle quali di chiara matrice normanna e quindi a lui avverse. La più importante è senza dubbio l'arazzo di Bayeux, che ripercorre visivamente gli eventi del 1065-66 presentando più volte Aroldo come personaggio principale; nell'arazzo sono presenti numerose scritte a cornice delle varie scene per fornirne il contesto, ma in molti passaggi il senso della rappresentazione è comunque criptico (effetto probabilmente voluto dal tessitore). Nell'arazzo si insiste molto sul tema del tradimento, segno evidente dello scandalo che causò al tempo la presa di potere di Aroldo a scapito della parola data a Guglielmo, testimoniando quindi che l'anglosassone aveva realmente la reputazione di spergiuro presso i normanni. Inoltre, durante le scene relative alla battaglia di Hastings, paradossalmente Aroldo compare pochissimo, venendo presentato come una figura passiva in balia degli eventi. Va ricordato che i valori cavallereschi della società feudale, riconosciuti in Normandia, non lo erano nell'Inghilterra dell'XI secolo, e la guerra tra Guglielmo e Aroldo fu il risultato dell'opposizione di due modelli sociali completamente diversi.
Una fonte estremamente ostile ad Aroldo e agli inglesi in generale è il Carmen de Hastingae Proelio, il cui autore sconosciuto paragona il sovrano anglosassone a Caino per aver ucciso il fratello Tostig Godwinson alla battaglia di Stamford Bridge. Guglielmo di Poitiers, contemporaneo del duca, fu il primo a scrivere un'opera in suo onore, le Gesta Guillelmi; di conseguenza fu molto critico di Aroldo, e servì da modello per i cronisti successivi come Guglielmo di Jumièges e, in misura minore, Orderico Vitale, Eadmero di Canterbury, Guglielmo di Malmesbury, Guido di Amiens e Goffredo Gaimar. Il Domesday Book, pur senza commentare direttamente la sua figura, lo menziona degradandolo al grado di conte, disconoscendo di fatto la sua autorità.
Tanto Aroldo fu dipinto negativamente dalla propaganda normanna, tanto invece il suo predecessore Edoardo il Confessore ne fu esaltato, a partire dalla sua rappresentazione sull'arazzo di Bayeux. È infatti necessario ricordare che Edoardo, benché di stirpe anglosassone, visse la maggior parte della propria vita in esilio in Normandia, crescendo di fatto nella cultura normanna e diventando quindi oggetto di venerazione da parte dei conquistatori dell'Inghilterra, in opposizione proprio alla figura di Aroldo II. Il rapporto tra i due viene inoltre spesso distorto, dipingendo Aroldo come un manipolatore ambizioso e senza scrupoli che approfittava della debolezza di Edoardo.
Le fonti non sono tuttavia unanimemente nemiche di Aroldo. La Cronaca anglosassone e il suo successivo curatore Giovanni di Worcester, nonostante la narrazione molto succinta degli eventi del 1066, riconoscono il potere di Aroldo come legittimo, criticando invece aspramente Guglielmo durante il suo regno e dipingendolo come un sovrano pessimo e un peccatore avido e violento. La Vita Ædwardi Regis, opera commissionata dalla regina vedova Edith del Wessex (sorella di Aroldo) in onore del marito Edoardo il Confessore, si mantiene tendenzialmente neutra sulla sua figura.
A causa del regno breve e soprattutto della battaglia di Hastings, Aroldo viene principalmente ricordato come il sovrano sconfitto da Guglielmo il Conquistatore, anche se prima di quell'evento era stato senza dubbio uno dei signori anglosassoni più capaci ed efficienti. La storiografia per secoli si è basata sulla versione normanna degli eventi, adeguandosi alla demonizzazione del re anglosassone. A partire dalla fine del XIX secolo, tuttavia, un'attenta analisi critica delle fonti ha portato gli studiosi moderni a rivalutare Aroldo II d'Inghilterra.

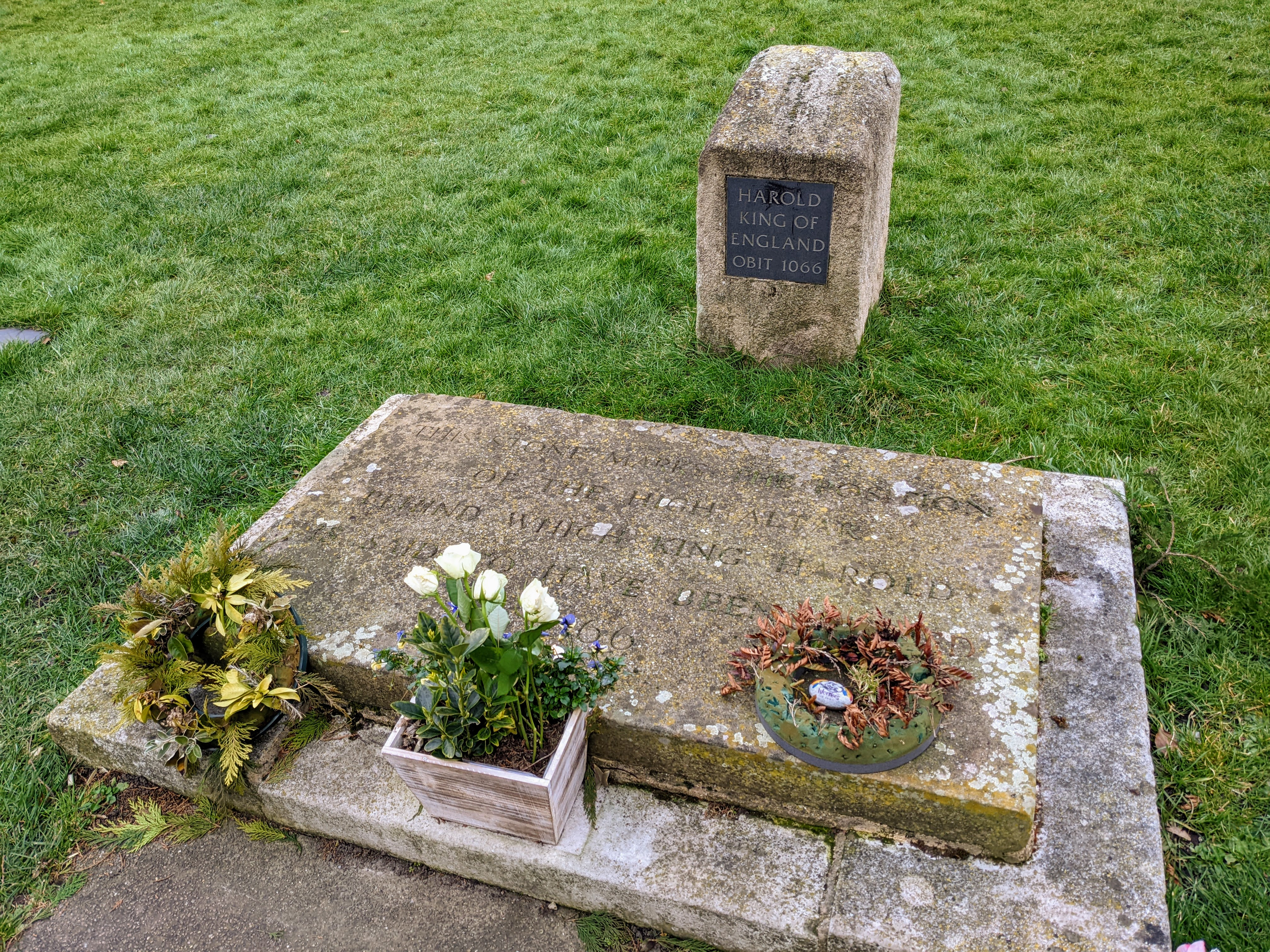
La supposta tomba di Aroldo all'abbazia di Waltham

#### Leggende su Aroldo
La Vita Haroldi, un documento scritto verso la metà del XII secolo, quindi un secolo dopo gli avvenimenti, tratta di una supposta sopravvivenza del re anglosassone dopo la battaglia di Hastings. Secondo questo resoconto, basato sulle memorie di frate Andrea di Chester, confessore di Aroldo e uno degli ultimi a vederlo in vita, il sovrano sarebbe stato salvato dal campo di battaglia da due locali, venendo poi curato da una donna saracena per due anni. Nel 1068 sarebbe quindi fuggito in segreto sul continente per reclutare un esercito al fine di reclamare il proprio trono; convertitosi tuttavia ad una vita dedita alla preghiera, cambiò il proprio nome in Cristiano e rientrò da pellegrino in Inghilterra, morendo a Chester nel 1112. La storia è una leggenda fino ad oggi priva di veri riscontri, ma è stata sufficiente a stuzzicare la fantasia di numerosi autori moderni, non ultimi Rudyard Kipling e Peter Burke; il primo, nel suo racconto The Tree of Justice, ha immaginato un ormai anziano Aroldo al cospetto di Enrico I d'Inghilterra, mentre il secondo ha riadattato la leggenda del re pellegrino in alcuni dei suoi romanzi storici.
Un'altra leggenda sulla sopravvivenza di Aroldo venne propagata da Gurth, un discendente della dinastia del Wessex, che in un incontro con Enrico I d'Inghilterra alcuni decenni più tardi giurò che il sovrano era ancora vivo e si era fatto eremita sull'isola di Sheppey.

#### Nella cultura successiva
Nonostante la propaganda normanna, la tragica fine dell'ultimo re anglosassone ha per lungo tempo ispirato la letteratura europea. La tradizione anglosassone continuò a serbare il ricordo di Aroldo, come testimonia il carme medievale celebrativo a lui dedicato contenuto nel manoscritto 3776 della Harleian Collection.
A partire dal XIX secolo l'episodio della morte del re e della scoperta del suo corpo è stato rielaborato da vari autori. Nel 1848 Edward Bulwer-Lytton fu il primo ad interessarsi ad Aroldo, pubblicando il romanzo storico Harold, the Last of the Saxon Kings. Nel 1876 invece Alfred Tennyson compose il dramma Harold, ispirato dalla vita del re anglosassone. Re Aroldo II ha interessato anche la letteratura tedesca, venendo ritratto da vari autori come Theodor Fontane nel romanzo Der Stechlin e Heinrich Heine nella poesia Il campo di battaglia di Hastings.

### Annotazioni
1. ↑  DeVries crede invece che l'assenza di figli della coppia reale fosse responsabilità dello stesso Edoardo, volutamente rimasto celibe sul modello del celibato ecclesiastico oppure asessuale. Cfr. DeVries 1999, p. 119.
2. ↑  Eustachio avrebbe nuovamente tentato di attaccare Dover dopo la conquista normanna, venendone tuttavia ancora cacciato dal nuovo feudatario Oddone di Bayeux. Cfr. Rex 2017, cap. 3 - Arrivals and Departures.
3. ↑  Non è improbabile che la decisione fosse stata influenzata dal risentimento di Edoardo per l'assassinio del fratello Alfredo, fatto uccidere anni prima dal predecessore Aroldo I d'Inghilterra con la probabile complicità di Godwin. Cfr. Walker 1997, pp. 16-17.
4. ↑  Rex ipotizza che in realtà Aroldo abbia avuto mandato di agire in tal modo dallo stesso Edoardo, che dopo le fallite mediazioni tra i ribelli e Tostig e la minaccia dei primi di calare verso sud per deporlo voleva evitare una guerra civile. Cfr. Rex 2017, cap. 10 - Discord and Downfall.
5. ↑  Rex fa comunque notare che, se davvero Guglielmo fosse stato l'erede designato d'Inghilterra, alla notizia della malattia di Edoardo non avrebbe perso tempo e si sarebbe subito recato al suo capezzale, cosa che invece non accadde. Cfr. Rex 2012, cap. 2 - A Disputed Coronation, p. 1.
6. ↑  In realtà le fonti non sono concordi sulla data del secondo matrimonio di Aroldo, e secondo alcuni i due erano già sposati da qualche tempo al momento dell'ascesa al trono di lui. Cfr. Rex 2017, cap. 10 - Discord and Downfall.
7. ↑  Solo due navi normanne, separate dal resto della flotta e approdate a Old Romney nel Kent, furono distrutte dagli anglosassoni e i loro equipaggi trucidati. Guglielmo poi si vendicò radendo al suolo Romney. Cfr. Rex 2012, cap. 1 - The Norman D Day, p. 6 e Thierry 1837, p. 254.
8. 1 2  In genere le genealogie di Aroldo II d'Inghilterra non sono attendibili oltre i nonni Wulfnoth e Thorgils, e ogni ulteriore generazione precedente è solo putativa.
9. ↑  È anche possibile che l'arazzo sia stato realizzato da numerosi autori in un periodo prolungato nel tempo, rendendo quindi la narrazione non omogenea. Cfr. Provero 2020, p. 35.

### Riferimenti
1. 1 2 3  Burke 2021, cap. 1, p. 1.
2. 1 2 3 4  Walker 1997, p. xviii.
3. 1 2 3 4  Rex 2012, cap. Introduction, p. 2.
4. 1 2 3 4 5  Burke 2021, cap. 1, p. 6.
5. 1 2  Rex 2017, cap. 1 - The Anglo-Scandinavian Prologue, p. 1.
6. 1 2  Rex 2017, cap. 2 - The Rise of the House of Godwin, p. 1.
7. 1 2  DeVries 1999, p. 71.
8. ↑  Walker 1997, pp. 8-12.
9. ↑  Rex 2017, cap. 2 - The Rise of the House of Godwin, p. 2.
10. ↑  DeVries 1999, p. 72.
11. 1 2 3  Rex 2017, cap. 1 - The Anglo-Scandinavian Prologue, p. 2.
12. 1 2 3 4  Rex 2017, cap. 2 - The Rise of the House of Godwin, p. 10.
13. ↑  Walker 1997, pp. 12-13.
14. 1 2 3 4  Burke 2021, cap. 1, p. 7.
15. 1 2 3  Rex 2017, cap. 2 - The Rise of the House of Godwin, p. 14.
16. 1 2 3  Chesterton 2003, p. 36.
17. 1 2 3  Rex 2017, cap. 2 - The Rise of the House of Godwin, p. 7.
18. ↑  DeVries 1999, pp. 87 e 118.
19. 1 2 3  Walker 1997, p. 68.
20. 1 2  DeVries 1999, p. 88.
21. 1 2  Rex 2017, cap. 2 - The Rise of the House of Godwin, p. 8.
22. ↑  Walker 1997, p. 19.
23. 1 2  Rex 2017, cap. 2 - The Rise of the House of Godwin, p. 11.
24. 1 2  Rex 2017, cap. 2 - The Rise of the House of Godwin, p. 12.
25. 1 2  Walker 1997, p. 69.
26. 1 2 3  Rex 2017, cap. 1 - The Anglo-Scandinavian Prologue, p. 5.
27. 1 2  Rex 2017, cap. 2 - The Rise of the House of Godwin, p. 15.
28. ↑  Walker 1997, p. xix.
29. ↑  Rex 2017, cap. 2 - The Rise of the House of Godwin, pp. 16-17.
30. ↑  Rex 2017, cap. 2 - The Rise of the House of Godwin, p. 9.
31. 1 2 3 4 5 6 7  Burke 2021, cap. 1, p. 8.
32. 1 2 3  Rex 2017, cap. 3 - Arrivals and Departures.
33. ↑  Rex 2017, cap. 3 - Arrivals and Departures, pp. 2-3.
34. ↑  DeVries 1999, p. 120.
35. ↑  Walker 1997, p. 72.
36. 1 2  Walker 1997, p. 90.
37. ↑  Rex 2017, cap. 1 - The Anglo-Scandinavian Prologue, p. 3.
38. 1 2 3  Walker 1997, p. 60.
39. ↑  Walker 1997, p. 73.
40. 1 2  Rex 2017, cap. 1 - The Anglo-Scandinavian Prologue, p. 9.
41. ↑  Walker 1997, p. 74.
42. 1 2  Rex 2017, cap. 3 - Arrivals and Departures, p. 1.
43. 1 2 3 4 5  Burke 2021, cap. 1, p. 14.
44. 1 2 3 4 5  Chesterton 2003, p. 39.
45. 1 2 3 4 5 6 7 8 9 10 11 12  Rex 2017, cap. 9 - Harold in Normandy.
46. ↑  Walker 1997, p. 106.
47. ↑  Walker 1997, p. 70.
48. 1 2 3 4 5  Rex 2012, cap. 1 - The Norman D Day, p. 8.
49. 1 2 3  Provero 2020, p. 112.
50. ↑  Rex 2017, cap. 2 - The Rise of the House of Godwin, p. 13.
51. ↑  Walker 1997, pp. 58-59.
52. 1 2  DeVries 1999, p. 162.
53. ↑  Provero 2020, p. 90.
54. 1 2  Provero 2020, p. 91.
55. ↑  Provero 2020, p. 92.
56. ↑  Provero 2020, p. 117.
57. 1 2 3 4 5 6  Chesterton 2003, p. 40.
58. ↑  Provero 2020, pp. 114-115.
59. 1 2 3 4  Rex 2012, cap. 2 - A Disputed Coronation, p. 7.
60. 1 2 3  Burke 2021, cap. 1, p. 11.
61. 1 2 3  Rex 2017, cap. 10 - Discord and Downfall.
62. 1 2 3  Walker 1997, p. 127.
63. 1 2  Rex 2017, cap. 1 - The Anglo-Scandinavian Prologue, p. 7.
64. 1 2  Walker 1997, p. 128.
65. 1 2 3 4 5  Burke 2021, cap. 1, p. 12.
66. ↑  DeVries 1999, p. ix.
67. 1 2 3  Rex 2012, cap. Prologue - The Death of King Edward, p. 1.
68. 1 2 3  Rex 2012, cap. 2 - A Disputed Coronation, p. 1.
69. ↑  Burke 2021, cap. 1, p. 13.
70. 1 2  Rex 2012, cap. 2 - A Disputed Coronation, p. 2.
71. 1 2  Provero 2020, p. 72.
72. ↑  Provero 2020, p. 113.
73. ↑  Rex 2012, cap. Prologue - The Death of King Edward, pp. 1-2.
74. ↑  Burke 2021, cap. 1, pp. 13-14.
75. 1 2 3  Rex 2012, cap. 2 - A Disputed Coronation, p. 3.
76. 1 2 3  Walker 1997, p. 155.
77. ↑  Rex 2012, cap. 2 - A Disputed Coronation, p. 5.
78. 1 2 3  Rex 2012, cap. Introduction, p. 1.
79. 1 2  DeVries 1999, p. 157.
80. 1 2  Walker 1997, p. 157.
81. ↑  Rex 2012, cap. 2 - A Disputed Coronation, pp. 7-8.
82. 1 2 3 4 5  Rex 2012, cap. 2 - A Disputed Coronation, p. 4.
83. 1 2  Rex 2012, cap. 2 - A Disputed Coronation, p. 10.
84. 1 2  Rex 2012, cap. 2 - A Disputed Coronation, pp. 10-11.
85. 1 2 3  Rex 2012, cap. 2 - A Disputed Coronation, p. 8.
86. ↑  Rex 2012, cap. 2 - A Disputed Coronation, p. 11.
87. ↑  Walker 1997, pp. xxiii-xxiv.
88. 1 2  Rex 2012, cap. 2 - A Disputed Coronation, p. 6.
89. 1 2 3 4  DeVries 1999, p. 163.
90. 1 2  Rex 2012, cap. 2 - A Disputed Coronation, p. 9.
91. ↑  Provero 2020, p. 70.
92. 1 2 3 4  Rex 2012, cap. 3 - Feints & Diversions, p. 2.
93. 1 2 3  DeVries 1999, p. 245.
94. 1 2  Rex 2012, cap. 3 - Feints & Diversions, p. 3.
95. 1 2  Rex 2012, cap. 3 - Feints & Diversions, p. 4.
96. 1 2  Rex 2012, cap. 4 - The Thunderbolt From the North, p. 1.
97. 1 2 3 4 5 6  Rex 2012, cap. 1 - The Norman D Day, p. 2.
98. 1 2 3 4  Rex 2012, cap. 5 - The War Between Duke William & Harold, King of the English, p. 7.
99. 1 2  DeVries 1999, p. 262.
100. 1 2 3  DeVries 1999, p. 263.
101. 1 2 3  Rex 2012, cap. 4 - The Thunderbolt From the North, p. 2.
102. ↑  DeVries 1999, p. 253.
103. 1 2  Rex 2012, cap. 4 - The Thunderbolt From the North, p. 3.
104. 1 2 3  Rex 2012, cap. 4 - The Thunderbolt From the North, p. 6.
105. ↑  DeVries 1999, pp. 255-256.
106. 1 2  Walker 1997, p. 178.
107. ↑  Rex 2012, cap. 4 - The Thunderbolt From the North, pp. 3-5.
108. ↑  DeVries 1999, pp. 254-255.
109. ↑  DeVries 1999, p. 264.
110. ↑  DeVries 1999, p. 268.
111. ↑  DeVries 1999, pp. 268-269.
112. ↑  DeVries 1999, p. 277.
113. ↑  Rex 2012, cap. 4 - The Thunderbolt From the North, pp. 7-8.
114. ↑  DeVries 1999, p. 278.
115. ↑  DeVries 1999, p. 280.
116. 1 2 3  Rex 2012, cap. 4 - The Thunderbolt From the North, p. 9.
117. ↑  DeVries 1999, p. 292.
118. ↑  Provero 2020, p. 133.
119. 1 2  DeVries 1999, p. 295.
120. 1 2 3 4  Thierry 1837, p. 239.
121. ↑  Rex 2012, cap. 1 - The Norman D Day, p. 1.
122. 1 2  Rex 2012, cap. 1 - The Norman D Day, p. 3.
123. ↑  Rex 2012, cap. 3 - Feints & Diversions, pp. 9-10.
124. 1 2  Rex 2012, cap. 1 - The Norman D Day, p. 4.
125. 1 2  Rex 2012, cap. 1 - The Norman D Day, p. 5.
126. 1 2 3  Thierry 1837, p. 240.
127. 1 2  Rex 2012, cap. 1 - The Norman D Day, p. 6.
128. 1 2 3  Rex 2012, cap. 1 - The Norman D Day, p. 7.
129. 1 2 3  DeVries 1999, p. 298.
130. 1 2  Walker 1997, p. 192.
131. ↑  Rex 2012, cap. 4 - The Thunderbolt From the North, p. 10.
132. 1 2 3 4 5 6  Rex 2012, cap. 5 - The War Between Duke William & Harold, King of the English, p. 6.
133. ↑  Thierry 1837, p. 244.
134. ↑  Rex 2012, cap. 4 - The Thunderbolt From the North, pp. 10-11.
135. 1 2  Rex 2012, cap. 5 - The War Between Duke William & Harold, King of the English, p. 2.
136. 1 2 3 4 5 6 7 8 9 10  Rex 2017, cap. 12 - All Roads Lead to Hastings.
137. 1 2 3  Provero 2020, p. 54.
138. 1 2 3 4  Rex 2012, cap. 5 - The War Between Duke William & Harold, King of the English, p. 3.
139. 1 2 3 4  Rex 2012, cap. 5 - The War Between Duke William & Harold, King of the English, p. 4.
140. ↑  Thierry 1837, p. 242.
141. ↑  Thierry 1837, p. 241.
142. ↑  Thierry 1837, p. 245.
143. ↑  Rex 2012, cap. 5 - The War Between Duke William & Harold, King of the English, pp. 6-7.
144. 1 2 3 4 5 6  Thierry 1837, p. 247.
145. ↑  Provero 2020, p. 124.
146. 1 2 3 4 5  Rex 2012, cap. 5 - The War Between Duke William & Harold, King of the English, p. 10.
147. ↑  Provero 2020, p. 53.
148. ↑  DeVries 1999, pp. 298-299.
149. 1 2 3  DeVries 1999, p. 299.
150. 1 2 3 4  Thierry 1837, p. 248.
151. 1 2  Thierry 1837, p. 249.
152. 1 2  Rex 2012, cap. 5 - The War Between Duke William & Harold, King of the English, p. 11.
153. 1 2  Thierry 1837, p. 250.
154. ↑  Thierry 1837, p. 251.
155. ↑  Burke 2021, cap. 1, p. 2.
156. 1 2 3 4 5 6 7  DeVries 1999, p. 159.
157. ↑  Walker 1997, p. 158.
158. ↑  Walker 1997, p. 210.
159. ↑  Chesterton 2003, p. 43.
160. ↑  Provero 2020, p. 131.
161. 1 2  Rex 2012, cap. 13 - Aftermath: The Lost King.
162. 1 2  Walker 1997, p. xxiii.
163. ↑  Provero 2020, pp. 33 e 118.
164. ↑  Provero 2020, pp. 70-71.
165. ↑  Provero 2020, pp. 135-136.
166. ↑  Walker 1997, p. xxi.
167. ↑  Provero 2020, pp. 133-135.
168. ↑  Walker 1997, p. xxv.
169. 1 2  Walker 1997, p. xv.
170. ↑  Provero 2020, p. 132.
171. ↑  Walker 1997, p. xx.
172. ↑  DeVries 1999, p. 2.
173. 1 2 3 4  (EN) Robin Fleming, Harold II [Harold Godwineson], Università di Oxford, 23 settembre 2004.
174. 1 2  Burke 2021, cap. 6, p. 1.
175. 1 2 3 4  Burke 2021, cap. 6, p. 2.
176. ↑   (DE) Theodor Fontane, Der Stechlin, su commons.wikimedia.org,  pp. 317-319.
177. ↑   (DE) Heinrich Heine, Schlachtfeld bei Hastings, su commons.wikimedia.org.